# Corpo de Fuzileiros Navais dos Estados Unidos
O Corpo de Fuzileiros Navais dos Estados Unidos (em inglês: United States Marine Corps) é o ramo de serviço terrestre da força marítima  das Forças Armadas dos Estados Unidos responsável pela condução de operações expedicionárias e anfíbias através de armas combinadas, implementando suas próprias forças de infantaria, artilharia, aéreas e de operações especiais. O Corpo de Fuzileiros Navais dos EUA é um dos oito serviços uniformizados dos Estados Unidos.
O Corpo de Fuzileiros Navais faz parte do Departamento da Marinha dos Estados Unidos desde 30 de junho de 1834 com seu serviço irmão, a Marinha dos Estados Unidos. O USMC opera instalações em terra e a bordo de navios de guerra anfíbios em todo o mundo. Além disso, vários esquadrões de aviação tática dos fuzileiros navais, principalmente esquadrões de ataque de caça da Marinha, também estão incorporados nas alas aéreas dos porta-aviões da Marinha e operam a partir dos porta-aviões.
A história do Corpo de Fuzileiros Navais começou quando dois batalhões de Continental Marines foram formados em 10 de novembro de 1775 na Filadélfia como um ramo de serviço de tropas de infantaria capazes de lutar tanto no mar quanto em terra. No Teatro de Operações do Pacífico da Segunda Guerra Mundial, o Corpo de exército assumiu a liderança numa campanha massiva de guerra anfíbia, avançando de ilha em ilha. Em 2022, o USMC tinha cerca de 177.200 membros na ativa e cerca de 32.400 funcionários na reserva.

## Capacidades
O Corpo de Fuzileiros Navais desempenha um papel militar crítico como força de guerra anfíbia. É capaz de realizar guerras assimétricas com forças convencionais, irregulares e híbridas. Embora o Corpo de Fuzileiros Navais não empregue quaisquer capacidades únicas, como força pode rapidamente enviar uma força-tarefa de armas combinadas para quase qualquer lugar do mundo em poucos dias. A estrutura básica para todas as unidades implantadas é uma Marine Air-Ground Task Force (MAGTF) que integra um elemento de combate terrestre, um elemento de combate de aviação e um elemento de combate logístico sob um elemento de comando comum. Embora a criação de comandos conjuntos sob a Goldwater–Nichols Act tenha melhorado a coordenação interserviços entre cada ramo, a capacidade do Corpo de manter permanentemente forças-tarefa multielementares integradas sob um único comando proporciona uma implementação mais suave dos princípios da guerra de armas combinadas.

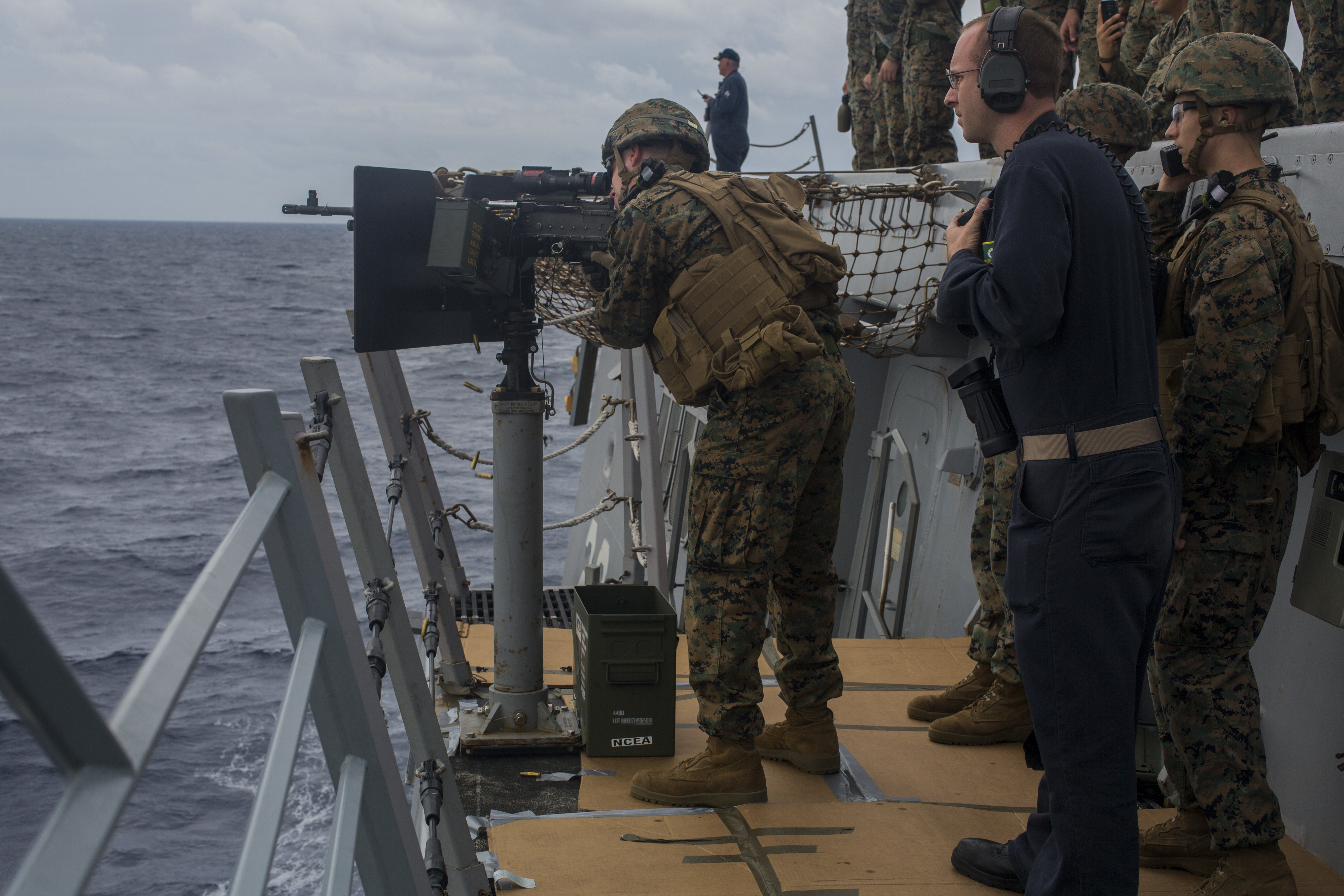
Treinamento de fuzileiros navais dos EUA da 31st Marine Expeditionary Unit

A estreita integração de unidades díspares da Marinha decorre de uma cultura organizacional centrada na infantaria. Todas as outras capacidades da Marinha existem para apoiar a infantaria. Ao contrário de alguns militares ocidentais, o Corpo permaneceu conservador contra as teorias que proclamavam a capacidade das novas armas para vencer guerras de forma independente. Por exemplo, a aviação dos Fuzileiros Navais sempre se concentrou no apoio aéreo aproximado e permaneceu em grande parte não influenciada pelas teorias do poder aéreo que proclamam que o bombardeamento estratégico pode, sozinho, vencer guerras.
Este foco na infantaria corresponde à doutrina de "Every marine [is] a rifleman", um preceito do Comandante Alfred M. Gray Jr., enfatizando as habilidades de combate de infantaria de cada fuzileiro naval. Todos os fuzileiros navais, independentemente da especialização militar, recebem treinamento como fuzileiro; e todos os oficiais recebem treinamento adicional como comandantes de pelotão de infantaria. Durante a Segunda Guerra Mundial, na Batalha da Ilha Wake, quando todas as aeronaves da Marinha foram destruídas, os pilotos continuaram a luta como oficiais de terra, liderando balconistas de suprimentos e cozinheiros em um esforço defensivo final. A flexibilidade de execução é implementada através de uma ênfase na “intenção do comandante” como princípio orientador para a execução de ordens, especificando o estado final, mas deixando em aberto o método de execução.

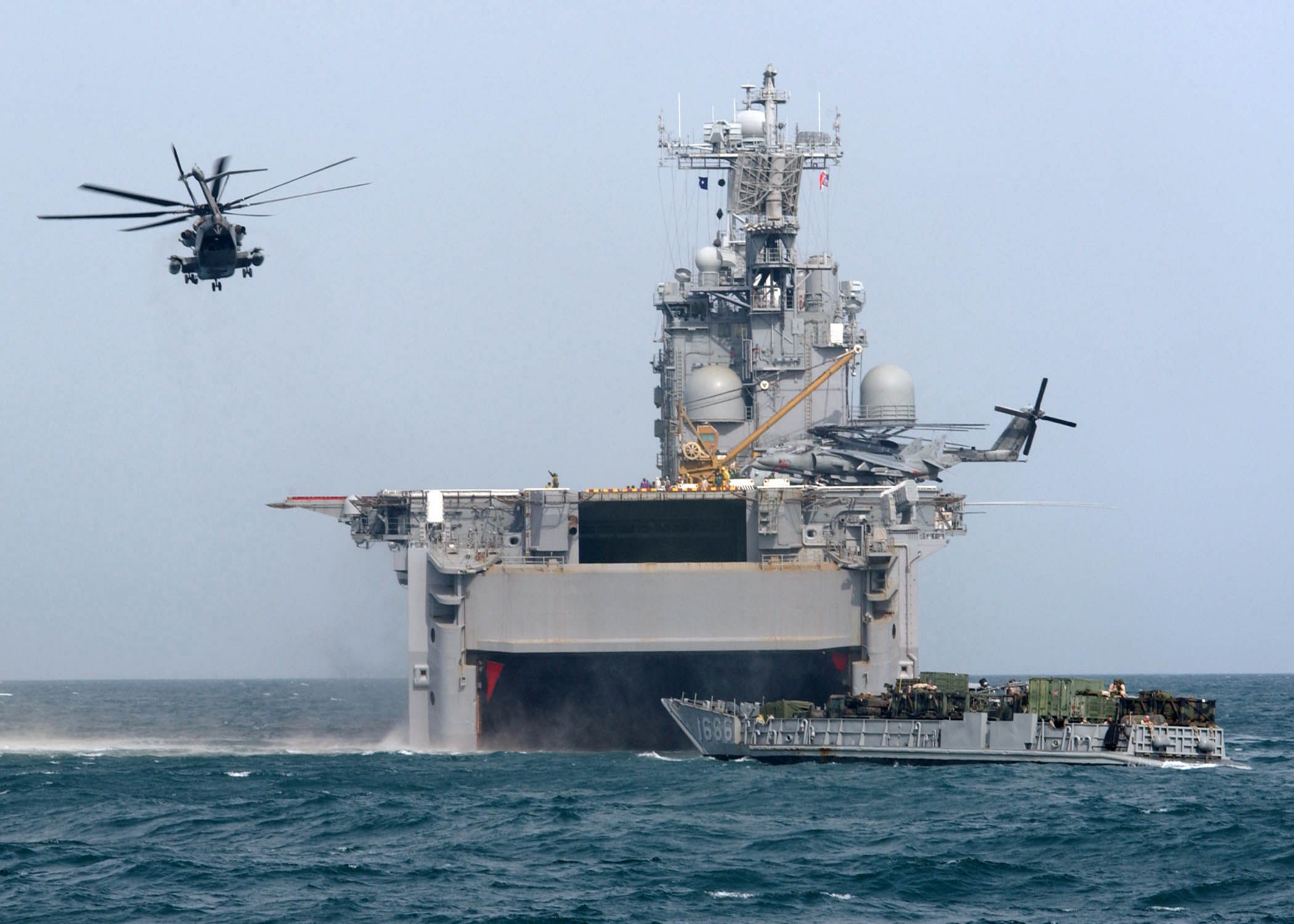
Fuzileiros navais da 15th Marine Expeditionary Unit partem no USS Tarawa, usando uma lancha de desembarque e helicópteros CH-53E Super Stallion, durante operações anfíbias no Kuwait, 2003.

As técnicas de assalto anfíbio desenvolvidas para a Segunda Guerra Mundial evoluíram, com a adição do assalto aéreo e da doutrina da guerra de manobra, para a atual doutrina da Operational Maneuver from the Sea de projeção de poder a partir dos mares. Os fuzileiros navais são creditados com o desenvolvimento da doutrina de inserção de helicópteros e foram os primeiros nas forças armadas americanas a adotar amplamente os princípios da guerra de manobra, que enfatizam a iniciativa de baixo nível e a execução flexível. À luz da guerra recente que se afastou das missões tradicionais do Corpo, os fuzileiros navais renovaram a ênfase nas capacidades anfíbias.
O Corpo de Fuzileiros Navais depende da Marinha para transporte marítimo para fornecer suas capacidades de implantação rápida. Além de basear um terço da Fleet Marine Force no Japão, as Marine Expeditionary Units (MEU) estão normalmente estacionadas no mar para que possam funcionar como socorristas em incidentes internacionais. Para ajudar na rápida implantação, foi desenvolvido o Maritime Pre-Positioning System: frotas de navios porta-contêineres são posicionadas em todo o mundo com equipamentos e suprimentos suficientes para uma força expedicionária marítima ser destacada por 30 dias.

## Doutrina
Dois pequenos manuais publicados durante a década de 1930 estabeleceram a doutrina do USMC em duas áreas. O Small Wars Manual estabeleceu a estrutura para as operações de contrainsurgência da Marinha do Vietnã ao Iraque e ao Afeganistão, enquanto o Tentative Landing Operations Manual estabeleceu a doutrina para as operações anfíbias da Segunda Guerra Mundial. Operational Maneuver from the Sea era a doutrina da projeção de poder em 2006.

## História

### Fundação e Guerra Revolucionária Americana

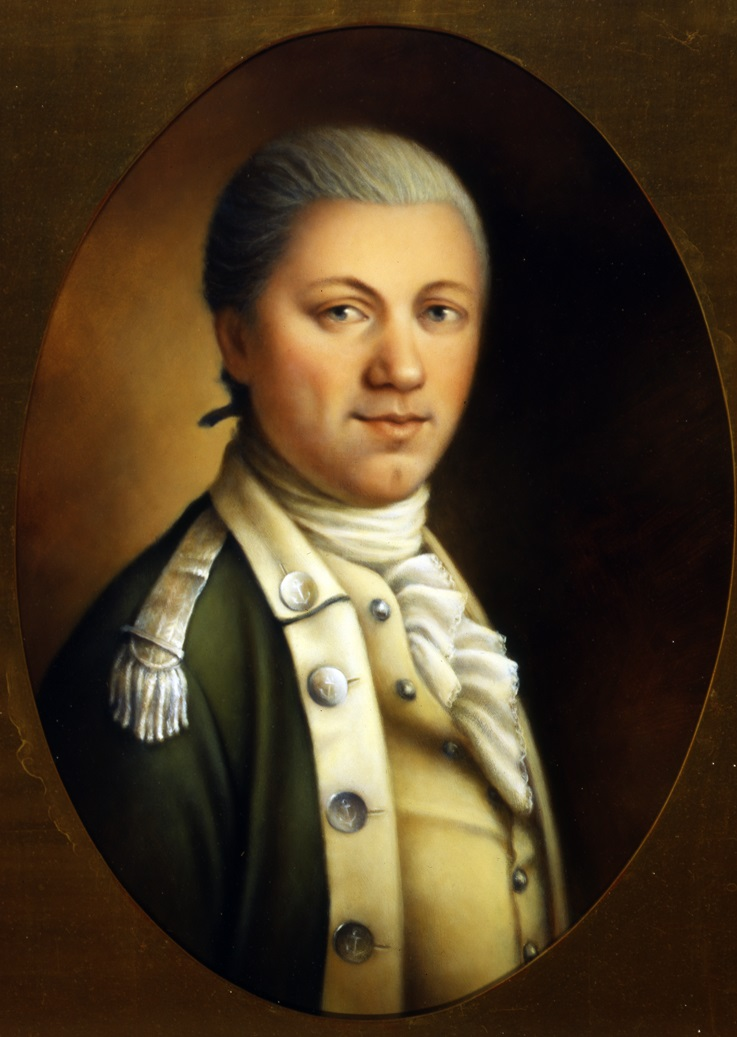
O Major Samuel Nicholas, primeiro comandante do Corpo de Fuzileiros Navais, foi nomeado para liderar os fuzileiros navais continentais por John Adams em novembro de 1775.

O Corpo de Fuzileiros Navais dos Estados Unidos tem suas raízes nos Continental Marines da Guerra Revolucionária Americana, formados pelo Capitão Samuel Nicholas por uma resolução do Segundo Congresso Continental em 10 de novembro de 1775, para formar dois batalhões de fuzileiros navais. Esta data é comemorada como o aniversário do Corpo de Fuzileiros Navais. Nicholas foi nomeado para liderar os fuzileiros navais por John Adams. Em dezembro de 1775, Nicholas formou um batalhão de 300 homens por recrutamento em sua cidade natal, Filadélfia.
Em janeiro de 1776, os fuzileiros navais foram para o mar sob o comando do Comodoro Esek Hopkins e em março realizaram seu primeiro desembarque anfíbio, a Batalha de Nassau nas Bahamas, ocupando o porto britânico de Nassau por duas semanas. Em 3 de janeiro de 1777, os fuzileiros navais chegaram à Batalha de Princeton anexados à brigada do general John Cadwalader, para onde foram designados pelo general George Washington; em dezembro de 1776, Washington estava recuando através de Nova Jersey e, precisando de soldados veteranos, ordenou que Nicholas e os fuzileiros navais se unissem ao Continental Army. A Batalha de Princeton, onde os fuzileiros navais junto com a brigada de Cadwalader foram pessoalmente reunidos por Washington, foi o primeiro combate terrestre dos fuzileiros navais; cerca de 130 fuzileiros navais estiveram presentes na batalha.
No final da Revolução Americana, tanto a Continental Navy quanto os Continental Marines foram dissolvidas em abril de 1783. A instituição foi ressuscitada em 11 de julho de 1798; em preparação para a quase guerra com a França, o Congresso criou o Corpo de Fuzileiros Navais dos Estados Unidos. Os fuzileiros navais foram alistados pelo Departamento de Guerra dos Estados Unidos já em agosto de 1797, para serviço nas fragatas recém-construídas autorizadas pela "Lei para fornecer um Armamento Naval" do Congresso de 18 de março de 1794, que especificava o número de fuzileiros navais a serem recrutados para cada fragata.
A ação mais famosa dos fuzileiros navais deste período ocorreu durante a Primeira Guerra da Berbéria (1801-1805) contra os piratas da Berbéria, quando William Eaton e o primeiro-tenente Presley O'Bannon lideraram 8 fuzileiros navais e 500 mercenários em um esforço para capturar Trípoli. Embora só tenham chegado a Derna, a ação em Trípoli foi imortalizada no Hino dos Fuzileiros Navais e na espada mameluca carregada pelos oficiais da Marinha.

### Guerra de 1812 e depois

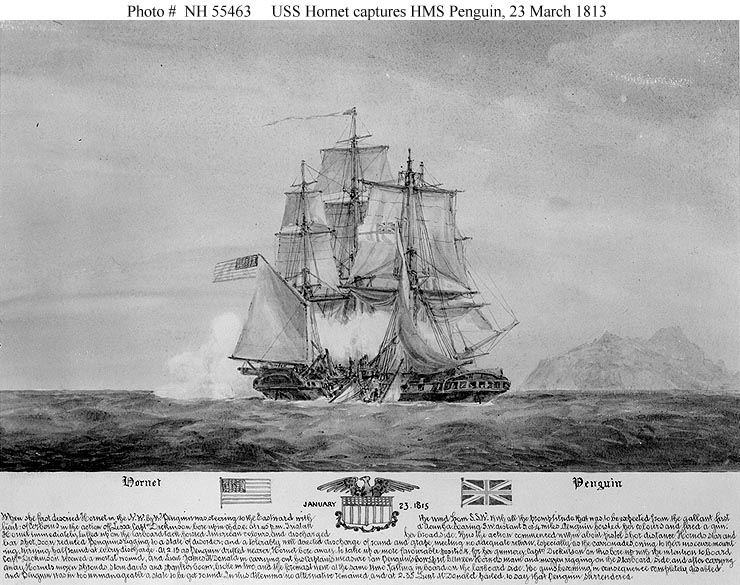
Tropas britânicas e norte-americanas guarnecidas a bordo do Hornet e do Penguin trocando tiros de mosquete com Tristão da Cunha ao fundo durante a captura do HMS Penguin entre os britânicos e os EUA forças na Guerra de 1812.

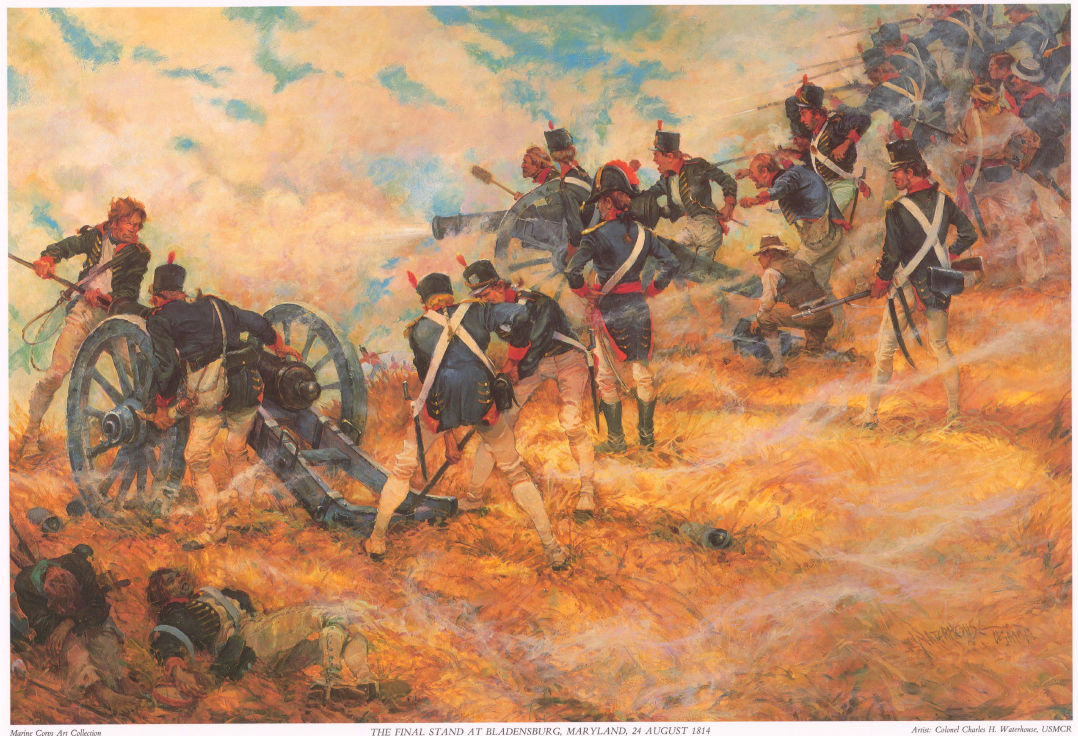
A resistência final em Bladensburg, Maryland, 24 de agosto de 1814.

Durante a Guerra de 1812, destacamentos de Fuzileiros Navais em navios da Marinha participaram de alguns dos grandes duelos de fragatas que caracterizaram a guerra, que foram os primeiros e últimos combates do conflito. Sua contribuição mais significativa foi manter o centro da linha defensiva do General Andrew Jackson na Batalha de Nova Orleães de 1815, a última grande batalha e um dos combates mais unilaterais da guerra. Com as notícias generalizadas da batalha e a captura do HMS Cyane, HMS Levant e HMS Penguin, os confrontos finais entre as forças britânicas e americanas, os fuzileiros navais ganharam reputação como atiradores experientes, especialmente em ações defensivas e entre navios. Eles desempenharam um grande papel na defesa de 1813 de Sacket's Harbor, Nova York, Norfolk e Portsmouth, Virgínia, também participando da defesa de Plattsburgh em 1814, no Vale Champlain, durante uma das últimas ofensivas britânicas ao longo da fronteira Canadá–Estados Unidos. A Batalha de Bladensburg, travada em 24 de agosto de 1814, foi um dos piores dias para as armas americanas, embora algumas unidades e indivíduos tenham prestado serviços heroicos. Notáveis entre eles foram os 500 marinheiros do Comodoro Joshua Barney e os 120 fuzileiros navais sob o comando do capitão Samuel Miller USMC, que infligiram a maior parte das baixas britânicas e foram a única resistência americana eficaz durante a batalha. Um contra-ataque final e desesperado da Marinha, com combates corpo a corpo, entretanto, não foi suficiente; As forças de Barney e Miller foram invadidas. De todos os 114 fuzileiros navais, 11 foram mortos e 16 feridos. Durante a batalha, o braço do capitão Miller foi gravemente ferido. Por seu valente serviço em ação, Miller foi promovido ao posto de Major USMC.
Após a guerra, o Corpo de Fuzileiros Navais caiu num mal-estar que terminou com a nomeação de Archibald Henderson como seu quinto comandante em 1820. Durante seu mandato, o Corpo assumiu funções expedicionárias no Caribe, no Golfo do México, em Key West, na África Ocidental, nas Ilhas Malvinas e em Sumatra. O comandante Henderson é creditado por frustrar as tentativas do presidente Andrew Jackson de combinar e integrar o Corpo de Fuzileiros Navais com o Exército. Em vez disso, o Congresso aprovou a Act for the Better Organization of the Marine Corps em 1834, estipulando que o Corpo fazia parte do Departamento da Marinha dos Estados Unidos como um serviço irmão da Marinha.
O comandante Henderson ofereceu os fuzileiros navais para servir nas Guerras Seminoles de 1835, liderando pessoalmente quase metade de todo o Corpo (dois batalhões) para a guerra. Uma década depois, na Guerra Mexicano-Americana (1846-1848), os fuzileiros navais fizeram seu famoso ataque ao Castelo de Chapultepec, na Cidade do México, que mais tarde seria celebrado como os "Salões de Montezuma" no Hino dos Fuzileiros Navais. Para ser justo com o Exército dos Estados Unidos, a maioria das tropas que fizeram o ataque final aos Salões de Montezuma eram soldados e não fuzileiros navais.
Na década de 1850, os fuzileiros navais prestaram serviço no Panamá e na Ásia e foram destacados para o East India Squadron do Comodoro Matthew C. Perry em sua histórica viagem ao Extremo Oriente.

### Guerra Civil Americana até a Primeira Guerra Mundial

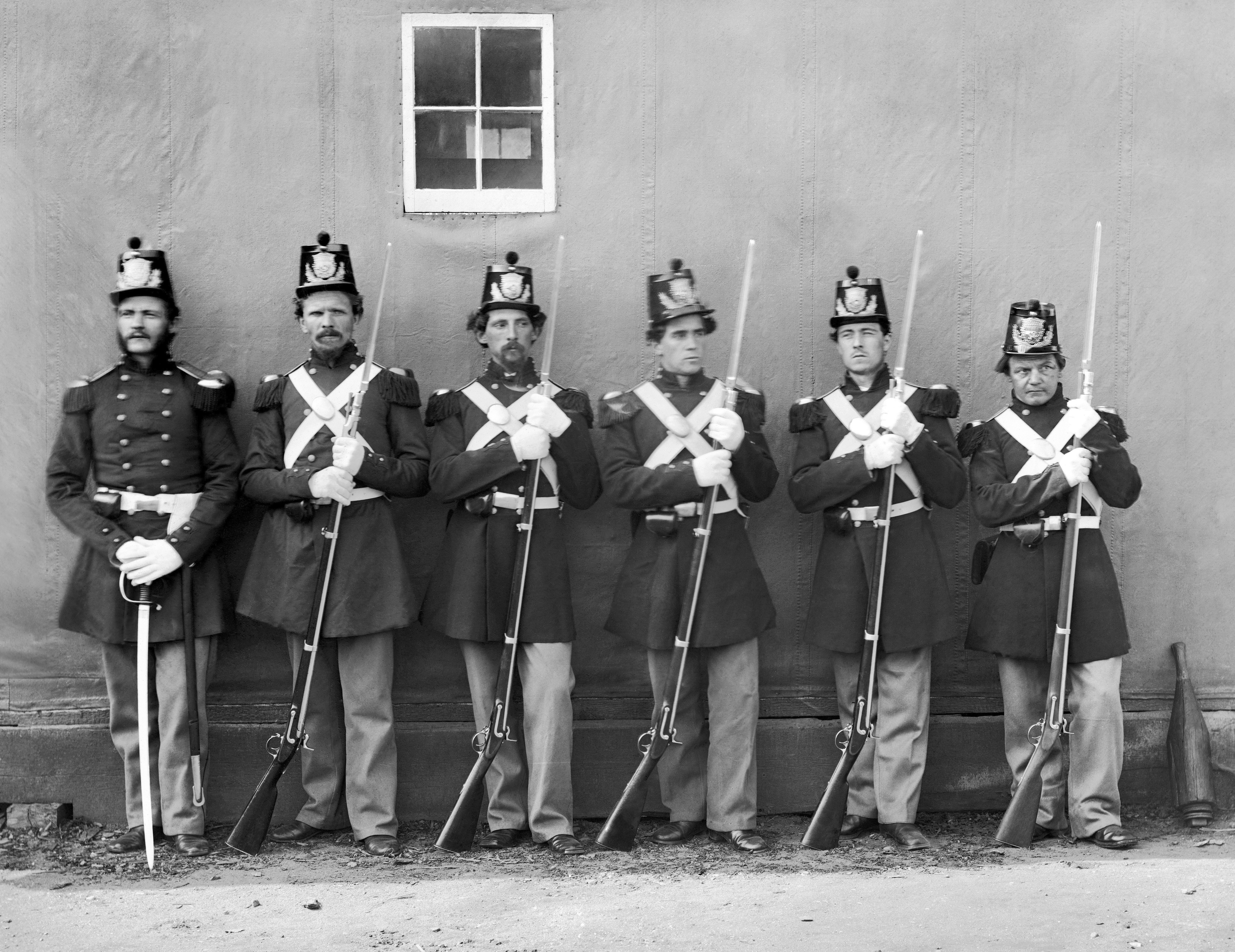
Cinco soldados rasos do USMC com baionetas fixas e seu sargento com sua espada no Washington Navy Yard, 1864, rifles e um com uma espada NCO.

O Corpo de Fuzileiros Navais desempenhou um pequeno papel na Guerra Civil (1861-1865); sua tarefa mais importante era o dever de bloqueio. À medida que mais e mais estados se separavam da União, cerca de um terço dos oficiais do Corpo deixaram os Estados Unidos para se juntarem à Confederação e formar o Corpo de Fuzileiros Navais dos Estados Confederados, que acabou desempenhando pouco papel na guerra. O batalhão de recrutas formado para a Primeira Batalha de Bull Run teve um desempenho fraco, recuando com o resto das forças da União. O dever de bloqueio incluía operações anfíbias marítimas para proteger bases avançadas. No final de novembro de 1861, fuzileiros navais e marinheiros desembarcaram um reconhecimento em vigor do USS Flag na Ilha Tybee, Geórgia, para ocupar o farol e a torre Martello no extremo norte da ilha. Mais tarde, seria a base do Exército para bombardeio do Forte Pulaski. Em abril e maio de 1862 os fuzileiros navais participaram da captura e ocupação de Nova Orleans e da ocupação de Baton Rouge, Louisiana.
O restante do Século XIX foi marcado pelo declínio da força e pela introspecção sobre a missão do Corpo de Fuzileiros Navais. A transição da Marinha da vela para o vapor colocou em questão a necessidade de fuzileiros navais em navios de guerra. Entretanto, os fuzileiros navais serviram como um recurso conveniente para intervenções e desembarques para proteger os interesses americanos no exterior. O Corpo esteve envolvido em mais de 28 intervenções distintas nos 30 anos desde o fim da Guerra Civil Americana até o final do Século XIX. Eles foram chamados a conter a agitação política e trabalhista nos Estados Unidos. Sob o mandato do Comandante Jacob Zeilin, os costumes e tradições da Marinha tomaram forma: o Corpo adotou o emblema do Corpo de Fuzileiros Navais em 19 de novembro de 1868. Foi nessa época que o "Hino dos Fuzileiros Navais" (The Marines' Hymn) foi ouvido pela primeira vez. Por volta de 1883, os fuzileiros navais adotaram o lema atual "Semper fidelis" (Sempre Fiéis). John Philip Sousa, o músico e compositor, alistou-se como aprendiz da Marinha aos 13 anos, servindo de 1867 a 1872, e novamente de 1880 a 1892 como líder da Banda da Marinha.
Durante a Guerra Hispano-Americana (1898), os fuzileiros navais lideraram as forças americanas em terra nas Filipinas, Cuba e Porto Rico, demonstrando sua prontidão para o destacamento. Na Baía de Guantánamo, em Cuba, os fuzileiros navais tomaram uma base naval avançada que continua em uso até hoje. Entre 1899 e 1916 o Corpo continuou seu histórico de participação em expedições estrangeiras incluindo a Guerra Filipino-Americana; o Levante dos Boxers na China, Panamá, as Pacificações Cubanas, o incidente Perdicaris em Marrocos, Veracruz, Santo Domingo, e as Guerras das Bananas no Haiti e na Nicarágua.

### Primeira Guerra Mundial

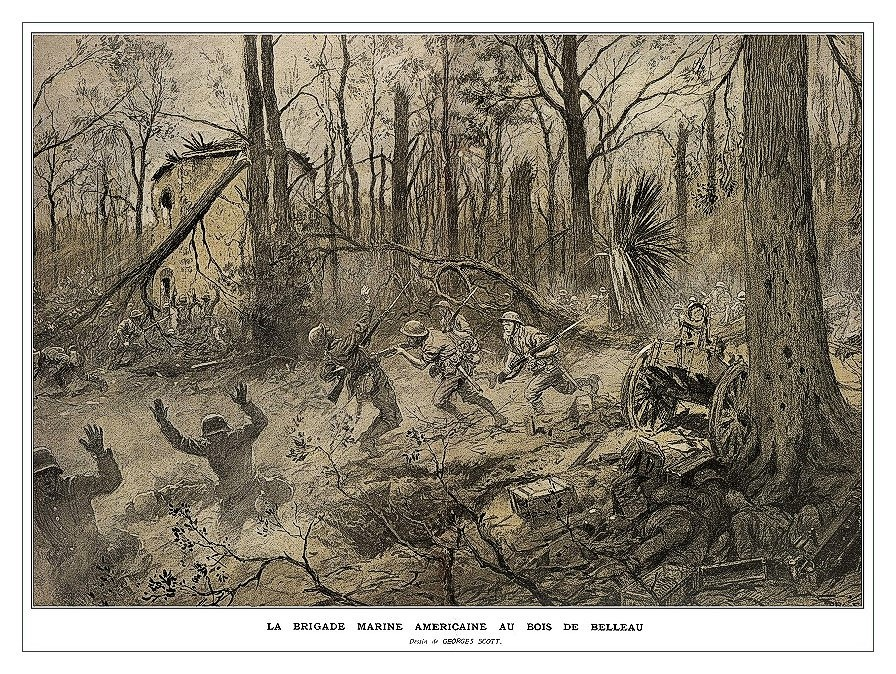
Georges Scott, Batalha do Bosque de Belleau, 1918.

Durante a Primeira Guerra Mundial, os fuzileiros navais serviram como parte das Forças Expedicionárias Americanas sob o comando do General John J. Pershing quando a América entrou na guerra em 6 de abril de 1917. O Corpo de Fuzileiros Navais tinha um grande número de oficiais e suboficiais com experiência em batalha e, portanto, experimentou uma grande expansão. Os Fuzileiros Navais dos EUA entraram na guerra com 511 oficiais e 13.214 alistados e em 11 de novembro de 1918 atingiu um efetivo de 2.400 oficiais e 70.000 alistados. Os afro-americanos foram totalmente excluídos do Corpo de Fuzileiros Navais durante este conflito. Opha May Johnson foi a primeira mulher a se alistar na Marinha; ela ingressou no United States Marine Corps Reserve em 1918 durante a Primeira Guerra Mundial, tornando-se oficialmente a primeira mulher fuzileira naval. Desde então até o final da Primeira Guerra Mundial, 305 mulheres se alistaram no Corpo. Durante a Batalha do Bosque de Belleau em 1918, os fuzileiros navais e a mídia dos EUA relataram que os alemães os apelidaram de Teufel Hunden, que significa "Cães do Diabo", por sua reputação como tropas de choque e atiradores em distâncias de até 900 metros; não há nenhuma evidência disso nos registros alemães (já que Teufelshunde seria a frase alemã adequada). No entanto, o nome permaneceu na tradição da Marinha dos EUA.
Entre as Guerras Mundiais, o Corpo de Fuzileiros Navais foi chefiado pelo Comandante John A. Lejeune e, sob sua liderança, o Corpo estudou e desenvolveu técnicas anfíbias que seriam de grande utilidade na Segunda Guerra Mundial. Muitos oficiais, incluindo o tenente-coronel Earl Hancock Pete Ellis, previram uma guerra no Pacífico com o Japão e empreenderam preparativos para tal conflito. Ao longo de 1941, à medida que aumentava a perspectiva de guerra, o Corpo pressionou urgentemente por exercícios anfíbios conjuntos com o Exército e adquiriu equipamento anfíbio que seria de grande utilidade no conflito que se aproximava.

### Segunda Guerra Mundial

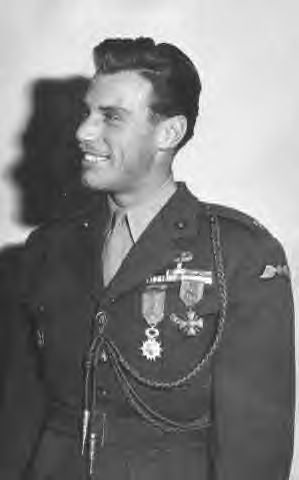
Ex-Legião Estrangeira Francesa Tenente e oficial do Corpo de Fuzileiros Navais dos EUA Peter J. Ortiz, que serviu no teatro europeu, muitas vezes atrás das linhas inimigas.

Fotografia do Memorial de Guerra do Corpo de Fuzileiros Navais, que retrata o segundo hasteamento da bandeira dos EUA no topo do Monte Suribachi, em Iwo Jima. O memorial é inspirado no famoso Raising the Flag on Iwo Jima de Joe Rosenthal.

Na Segunda Guerra Mundial, os fuzileiros navais desempenharam um papel central na Guerra do Pacífico, juntamente com o Exército dos Estados Unidos. As batalhas de Guadalcanal, Bougainville, Tarawa, Guam, Tinian, Cabo Gloucester, Saipan, Peleliu, Iwo Jima e Okinawa testemunharam combates ferozes entre os fuzileiros navais e o Exército Imperial Japonês. Cerca de 600.000 americanos serviram no Corpo de Fuzileiros Navais dos EUA na Segunda Guerra Mundial.
A Batalha de Iwo Jima, que começou em 19 de fevereiro de 1945, foi sem dúvida o combate mais famoso da Marinha na guerra. Os japoneses aprenderam com suas derrotas na Campanha das Marianas e prepararam muitas posições fortificadas na ilha, incluindo casamatas e rede de túneis. Os japoneses resistiram ferozmente, mas as forças americanas alcançaram o cume do Monte Suribachi em 23 de fevereiro. A missão foi cumprida com grandes perdas de 26.000 baixas americanas e 22.000 japoneses.
Os fuzileiros navais desempenharam um papel comparativamente menor no teatro europeu. No entanto, eles continuaram a fornecer destacamentos de segurança para embaixadas e navios dos EUA, contribuíram com pessoal para pequenas equipes de operações especiais lançadas na Europa ocupada pelos nazistas como parte das missões do Office of Strategic Services (OSS, o precursor da CIA) e atuaram como funcionários planejadores e treinadores para operações anfíbias do Exército dos EUA, incluindo os desembarques da Normandia. Ao final da guerra, o Corpo havia se expandido de duas brigadas para seis divisões, cinco alas aéreas e tropas de apoio, totalizando cerca de 485 mil fuzileiros navais. Além disso, foram formados 20 batalhões de defesa e um batalhão de paraquedas. Quase 87.000 fuzileiros navais foram vítimas durante a Segunda Guerra Mundial (incluindo quase 20.000 mortos), e 82 foram premiados com a Medalha de Honra.
Em 1942, os Seabees da Marinha foram criados com o Corpo de Fuzileiros Navais fornecendo sua organização e treinamento militar. Muitas unidades Seabee receberam a emissão padrão do USMC e foram redesignadas como "Marine". Apesar do Corpo de exército ter dado a eles sua organização militar e treinamento militar, emitindo-lhes uniformes e redesignando suas unidades, os Seabees permaneceram na Marinha. O historiador do USMC Gordon L. Rottmann escreve que uma das "maiores contribuições da Marinha para o Corpo de Fuzileiros Navais durante a Segunda Guerra Mundial foi a criação dos Seabees".
Apesar da previsão do Secretário da Marinha James Forrestal de que o hasteamento da bandeira da Marinha em Iwo Jima significava "um Corpo de Fuzileiros Navais para os próximos quinhentos anos", o Corpo enfrentou uma crise institucional imediata após a guerra devido a um orçamento repentinamente reduzido. Os generais do Exército que pressionavam por um estabelecimento de defesa fortalecido e reorganizado tentaram incorporar a missão e os recursos da Marinha à Marinha e ao Exército. Aproveitando o apoio do Congresso reunido às pressas e com a ajuda da chamada Revolt of the Admirals, o Corpo de Fuzileiros Navais rejeitou tais esforços para desmantelar o Corpo, resultando na proteção legal do Corpo de Fuzileiros Navais na National Security Act of 1947. Pouco depois, em 1952, a Douglas–Mansfield Act proporcionou ao comandante uma voz igual à do Estado-Maior Conjunto dos Estados Unidos em questões relacionadas aos fuzileiros navais e estabeleceu a estrutura de três divisões ativas e alas aéreas que permanecem até hoje.

### Guerra da Coreia

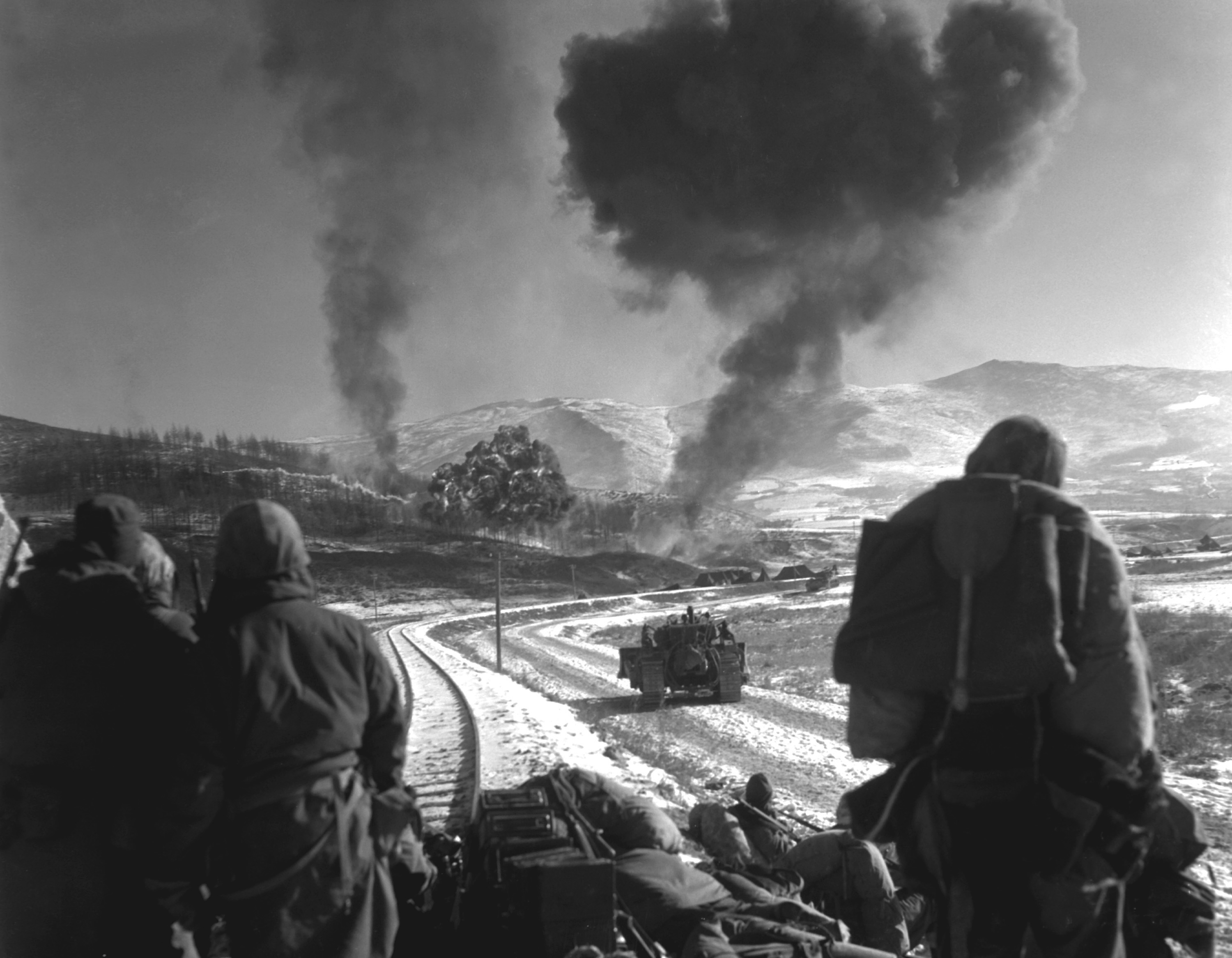
F4U Corsairs fornecendo apoio aéreo aproximado aos fuzileiros navais da 1st Marine Division lutando contra as forças chinesas na Coreia do Norte, dezembro de 1950.

O início da Guerra da Coreia (1950-1953) viu a Provisional Marine Brigade formada às pressas mantendo a linha defensiva no Perímetro de Pusan. Para executar uma manobra de flanco, o General Douglas MacArthur apelou às forças das Nações Unidas, incluindo os fuzileiros navais dos EUA, para fazerem um desembarque anfíbio em Inchon. O desembarque bem-sucedido resultou no colapso das linhas norte-coreanas e na perseguição das forças norte-coreanas ao norte, perto do rio Yalu, até a entrada da República Popular da China na guerra. As tropas chinesas cercaram, surpreenderam e dominaram as forças americanas sobrecarregadas e em menor número. O U.S. Army's X Corps, que incluía a 1st Marine Division e a 7th Infantry Division, reagrupou-se e infligiu pesadas baixas durante sua retirada de combate para a costa, conhecida como Batalha do Reservatório de Chosin.
Os combates acalmaram após a batalha de Chosin, mas no final de março de 1953, o relativo silêncio da guerra foi quebrado quando o Exército de Libertação Popular lançou uma ofensiva massiva em três postos avançados tripulados pelo 5th Marine Regiment. Esses postos avançados receberam os codinomes "Reno", "Vegas" e "Carson". A campanha foi conhecida coletivamente como Nevada Cities Campaign. Houve combates brutais na colina de Reno, que acabou sendo capturada pelos chineses. Embora Reno tenha sido perdido, o 5th Marines manteve Vegas e Carson durante o resto da campanha. Nesta campanha, os fuzileiros navais sofreram aproximadamente 1.000 baixas e poderiam ter sofrido muito mais sem a Task Force Faith do Exército dos EUA. Os fuzileiros navais continuariam uma batalha de desgaste em torno do Paralelo 38 N até o armistício de 1953. Durante a guerra, o Corpo de exército expandiu-se de 75.000 soldados regulares para uma força de 261.000 fuzileiros navais, a maioria reservistas; 30.544 fuzileiros navais foram mortos ou feridos durante a guerra e 42 receberam a Medalha de Honra.

### Guerra do Vietnã

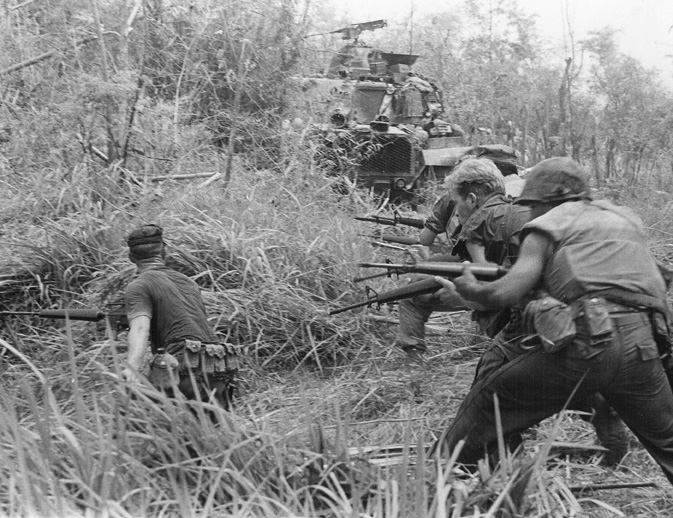
Fuzileiros navais dos EUA da G Company, 2nd Battalion, 7th Marines, em ação durante a Operation Allen Brook no Vietnã do Sul, 1968.

O Corpo de Fuzileiros Navais serviu na Guerra do Vietnã, participando de batalhas como a Batalha de Huế e a Batalha de Khe Sahn em 1968. Indivíduos do USMC geralmente operavam nas regiões do Norte do I Corps do Vietnã do Sul. Enquanto estavam lá, eles estavam constantemente envolvidos em uma guerra de guerrilha contra os vietcongues, juntamente com uma guerra convencional intermitente contra o exército norte-vietnamita, o que tornou o Corpo de Fuzileiros Navais conhecido em todo o Vietnã e ganhou uma reputação assustadora dos vietcongues. Partes do Corpo foram responsáveis pelo menos conhecido Combined Action Program, que implementou técnicas não convencionais de contrainsurgência e trabalhou como conselheiros militares do Corpo de Fuzileiros Navais da República do Vietnã. Os fuzileiros navais foram retirados em 1971 e retornaram brevemente em 1975 para evacuar Saigon e tentar resgatar a tripulação do SS Mayaguez. O Vietnã foi a guerra mais longa até então para os fuzileiros navais; ao final, 13.091 foram mortos em combate, 51.392 ficaram feridos e 57 Medalhas de Honra foram concedidas. Por causa das políticas relativas à rotação, mais fuzileiros navais foram destacados para o serviço durante o Vietnã do que na Segunda Guerra Mundial.
Enquanto se recuperava do Vietnã, o Corpo atingiu um ponto baixo prejudicial na sua história de serviço, causado por punições por tribunais marciais e não judiciais, parcialmente relacionadas com o aumento de ausências não autorizadas e deserções durante a guerra. A revisão do Corpo começou no final da década de 1970, dispensando os mais delinquentes, e uma vez que a qualidade dos novos recrutas melhorou, o Corpo concentrou-se na reforma do Corpo de suboficiais, uma parte vital e funcional das suas forças.

### Intervalo: da Guerra do Vietnã à Guerra ao Terror

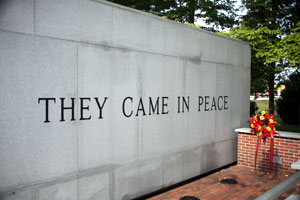
Beirut Memorial no Marine Corps Base Camp Lejeune.

Após a Guerra do Vietnã, os fuzileiros navais dos EUA retomaram seu papel expedicionário, participando da tentativa fracassada de resgate de reféns no Irã em 1980, Operação Eagle Claw, da Invasão de Granada, codinome Operação Urgent Fury e da Invasão do Panamá pelos Estados Unidos em 1989, codinome Operação Just Cause. Em 23 de outubro de 1983, o quartel dos fuzileiros navais em Beirute foi bombardeado, causando as maiores perdas em tempos de paz para o Corpo de exército de sua história (220 fuzileiros navais e 21 outros militares foram mortos) e levando à retirada americana do Líbano. Em 1990, os fuzileiros navais da Joint Task Force Sharp Edge salvaram milhares de vidas ao evacuar cidadãos britânicos, franceses e americanos da violência da Guerra Civil da Libéria.
Durante a Guerra do Golfo de 1990 a 1991, forças-tarefa da Marinha foram formadas para a Operação Desert Shield e mais tarde libertaram o Kuwait, junto com as forças da Coalizão, na Operação Desert Storm. Os fuzileiros navais participaram de operações de combate na Somália (1992–1995) durante as Operações Restore Hope, Restore Hope II e United Shield para fornecer ajuda humanitária. Em 1997, os fuzileiros navais participaram da Operação Silver Wake, a evacuação de cidadãos americanos da Embaixada dos EUA em Tirana, na Albânia.

### Guerra Global contra o Terrorismo

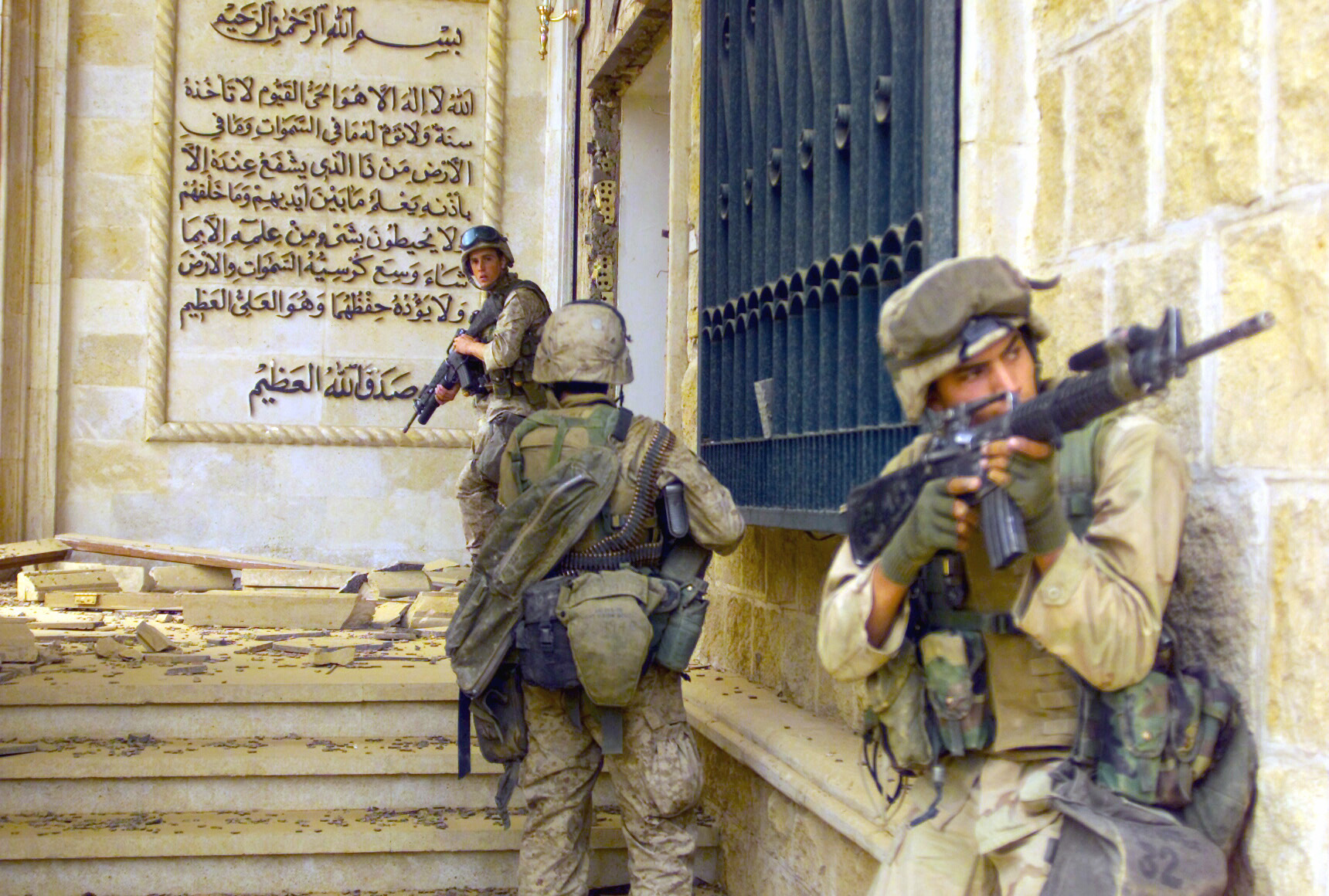
Fuzileiros navais do 1st Battalion, 7th Marines entrando em um palácio em Bagdá em 2003.

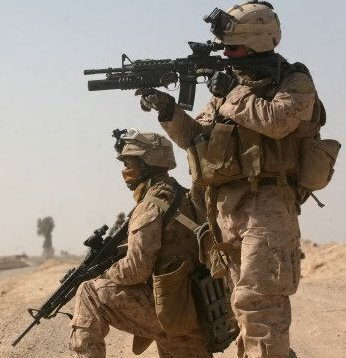
Fuzileiros americanos em ação no Afeganistão.

Após os ataques de 11 de setembro de 2001, o Presidente George W. Bush anunciou a Guerra Global ao Terrorismo. O objetivo declarado da Guerra Global ao Terror é “a derrota da Al-Qaeda, de outros grupos terroristas e de qualquer nação que apoie ou abrigue terroristas”. Desde então, o Corpo de Fuzileiros Navais, juntamente com outras forças militares, tem-se envolvido em operações globais em todo o mundo em apoio a essa missão.
Na primavera de 2009, a meta do presidente Barack Obama de reduzir gastos no Departamento de Defesa foi liderada pelo secretário Robert Gates em uma série de cortes orçamentários que não alteraram significativamente o orçamento e os programas do Corpo, cortando apenas o helicóptero VH-71 Kestrel e redefinindo o programa VXX. Contudo, a National Commission on Fiscal Responsibility and Reform destacou o Corpo para ser alvo de uma série de cortes recomendados no final de 2010. À luz do sequestro orçamental em 2013, o General James Amos estabeleceu uma meta de uma força de 174.000 fuzileiros navais. Ele testemunhou que este era o número mínimo que permitiria uma resposta eficaz até mesmo a uma única operação de contingência, mas reduziria a relação entre o tempo em bases nacionais e o tempo destacado em tempo de paz para um nível historicamente baixo.

#### Campanha do Afeganistão

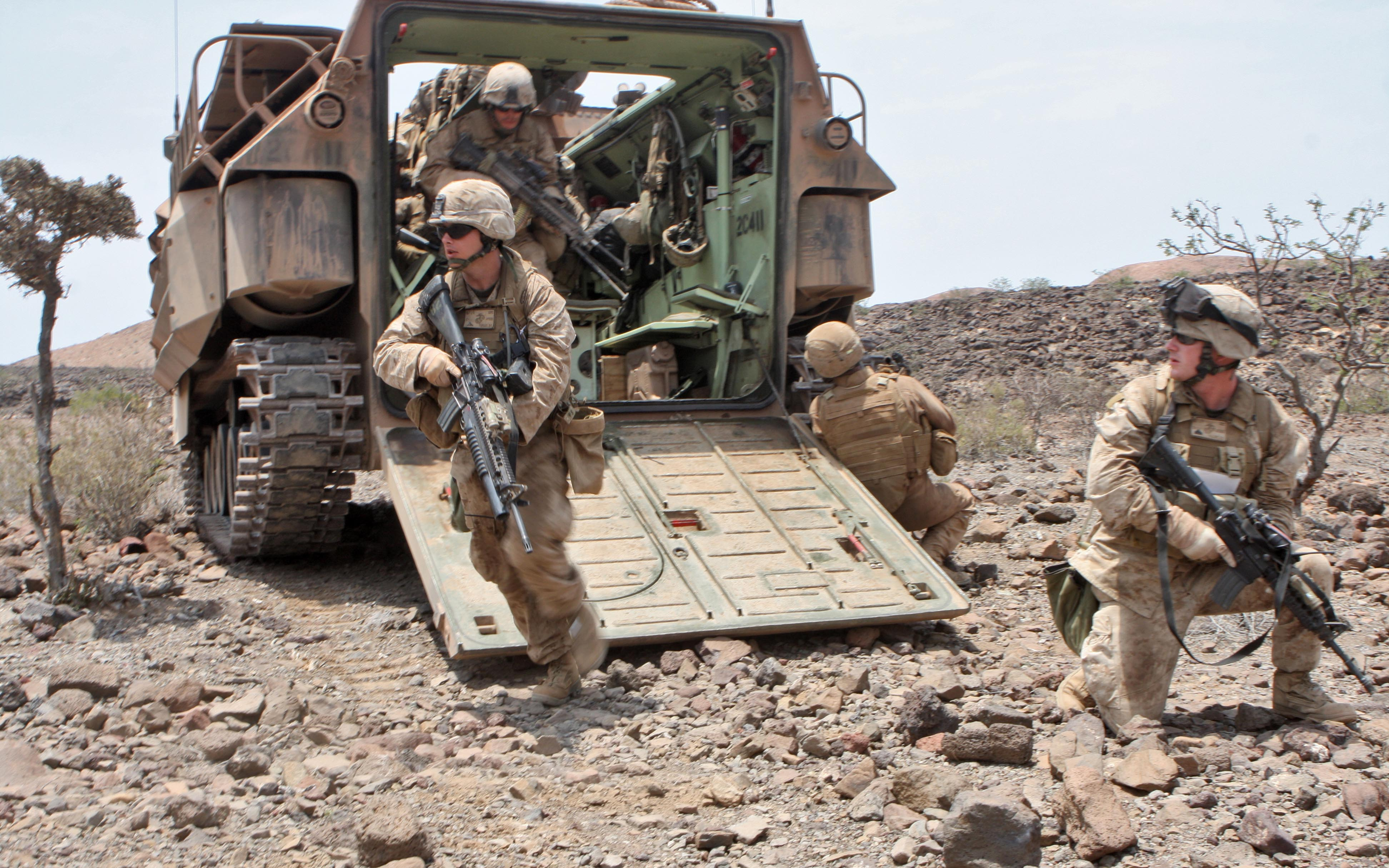
Fuzileiros navais dos EUA desembarcando de um Assault Amphibious Vehicle no Djibuti.

Os fuzileiros navais e outras forças americanas começaram a atuar no Paquistão e no Uzbequistão, na fronteira do Afeganistão, já em outubro de 2001, em preparação para a Operação Enduring Freedom. As 15th e 26th Marine Expeditionary Units de Fuzileiros Navais foram algumas das primeiras forças convencionais no Afeganistão em apoio à Operação Enduring Freedom em novembro de 2001.
Depois disso, batalhões e esquadrões de fuzileiros navais circularam, enfrentando as forças do Talibã e da Al-Qaeda. Os fuzileiros navais da 24th Marine Expeditionary Unit de Fuzileiros Navais inundaram a cidade de Garmsir, controlada pelo Talibã, na província de Helmand, em 29 de abril de 2008, na primeira grande operação americana na região em anos. Em junho de 2009, 7 000 fuzileiros navais da 2nd Marine Expeditionary Brigade de Fuzileiros Navais (2ª MEB) foram enviados ao Afeganistão em um esforço para melhorar a segurança. e começou a Operação Strike of the Sword no mês seguinte. Em fevereiro de 2010, o 2º MEB lançou a maior ofensiva da Campanha Afegã desde 2001, a Batalha de Marjah, também conhecida como Operação Moshtarak, para expulsar os Talibã do seu principal reduto na província de Helmand. Depois de Marjah, os fuzileiros navais avançaram para o norte, subindo o rio Helmand, e limparam as cidades de Kajahki e Sangin. Os fuzileiros navais permaneceram na província de Helmand até 2014.

#### Campanha do Iraque
Os fuzileiros navais dos EUA serviram na Guerra do Iraque, juntamente com suas forças irmãs. A I Marine Expeditionary Force, juntamente com a 3rd Infantry Division do Exército dos Estados Unidos, liderou a invasão do Iraque em 2003. Os fuzileiros navais deixaram o Iraque no verão de 2003, mas retornaram no início de 2004. Eles receberam a responsabilidade pela província de Al Anbar, a grande região desértica a oeste de Bagdá. Durante esta ocupação, os fuzileiros navais lideraram ataques à cidade de Faluja em abril (Operação Vigilant Resolve) e novembro de 2004 (Operação Phantom Fury) e testemunharam intensos combates em lugares como Ramadi, Al-Qa'im e Hīt. O tempo da Força no Iraque gerou polêmica com eventos como o Massacre de Haditha e o incidente de Hamdania. O Despertar de Anbar e o aumento repentino de 2007 reduziram os níveis de violência. O Corpo de Fuzileiros Navais encerrou oficialmente o seu papel no Iraque em 23 de janeiro de 2010, quando entregou a responsabilidade pela província de Al Anbar ao Exército. Os fuzileiros navais regressaram ao Iraque no verão de 2014 em resposta à crescente violência no país.

#### Operações na África
Ao longo da Guerra Global contra o Terrorismo, os Fuzileiros Navais dos EUA apoiaram operações na África para combater o extremismo islâmico e a pirataria no Mar Vermelho. No final de 2002, a Combined Joint Task Force – Horn of Africa foi criada em Camp Lemonnier, Djibuti, para fornecer segurança regional. Apesar da transferência do comando geral para a Marinha em 2006, os fuzileiros navais continuaram a operar no Corno de África em 2007.

## Missão
Conforme descrito na lei 10 U.S.C. § 5063 e conforme originalmente introduzido na Lei de Segurança Nacional de 1947, as três áreas principais de responsabilidade do Corpo de Fuzileiros Navais dos EUA são:
- Apreensão ou defesa de bases navais avançadas e outras operações terrestres para apoiar campanhas navais;
- Desenvolvimento de táticas, técnicas e equipamentos utilizados pelas forças de desembarque anfíbias em coordenação com o Exército dos Estados Unidos e a Força Aérea dos Estados Unidos; e
- Outras funções que o Presidente dos Estados Unidos ou o Departamento de Defesa dos Estados Unidos possam determinar.

Esta última cláusula deriva de linguagem semelhante nos atos do Congresso dos Estados Unidos "Para uma melhor organização do Corpo de Fuzileiros Navais" de 1834 e "Estabelecendo e Organizando um Corpo de Fuzileiros Navais" de 1798. Em 1951, o United States House Committee on Armed Services chamou a cláusula de "uma das funções estatutárias - e tradicionais - mais importantes do Corpo de Fuzileiros Navais". Observou que o Corpo de exército, na maioria das vezes, executou ações de natureza não naval, incluindo suas famosas ações em Trípoli, Guerra Anglo-Americana de 1812, em Chapultepec e em numerosas tarefas ocupacionais e de contrainsurgência (como as da América Central, da Primeira Guerra Mundial e a Guerra da Coreia). Embora estas ações não sejam descritas com precisão como apoio a campanhas navais nem como guerra anfíbia, o seu traço comum é que são de natureza expedicionária, utilizando a mobilidade da Marinha para fornecer uma intervenção atempada nos assuntos externos em nome dos interesses americanos.
A Marine Band, apelidada de "President's Own" por Thomas Jefferson, fornece música para funções estatais na Casa Branca. Fuzileiros Navais das Ceremonial Companies A & B, aquartelados em Marine Barracks, Washington, D.C., guardam retiros presidenciais, incluindo o Camp David, e os fuzileiros navais do Executive Flight Detachment do HMX-1 fornecem transporte de helicóptero ao Presidente e ao Vice-Presidente, com os indicativos de chamada de rádio Marine One e Marine Two, respectivamente. O Executive Flight Detachment também fornece transporte de helicóptero para membros do Gabinete e outros VIPs. Pela autoridade da Foreign Service Act of 1946, os Marine Security Guards do Marine Embassy Security Command fornecem segurança para embaixadas, legações e consulados americanos em mais de 140 postos em todo o mundo.
A relação entre o Departamento de Estado dos Estados Unidos e o Corpo de Fuzileiros Navais dos EUA é quase tão antiga quanto o próprio Corpo. Durante mais de 200 anos, os fuzileiros navais serviram a pedido de vários Secretários de Estado. Após a Segunda Guerra Mundial, era necessária uma força alerta e disciplinada para proteger as embaixadas, consulados e legações americanas em todo o mundo. Em 1947, foi feita uma proposta para que o Departamento de Defesa fornecesse pessoal do Corpo de Fuzileiros Navais para o serviço de guarda do Foreign Service, de acordo com as disposições do Foreign Service Act of 1946. Um Memorando de Acordo formal foi assinado entre o Departamento de Estado e o Secretário da Marinha dos Estados Unidos em 15 de dezembro de 1948, e 83 fuzileiros navais foram destacados para missões no exterior. Durante o primeiro ano do programa, 36 destacamentos foram implantados em todo o mundo.

### Missão histórica
O Corpo de Fuzileiros Navais foi fundado para servir como unidade de infantaria a bordo de embarcações de guerra e era responsável pela segurança do navio e de sua tripulação, conduzindo combates ofensivos e defensivos durante as ações de embarque e defendendo os oficiais do navio de motins; para este último fim, os seus alojamentos no navio eram muitas vezes estrategicamente posicionados entre os alojamentos dos oficiais e o resto do navio. Os Continental Marines tripulavam grupos de ataque, tanto no mar quanto em terra. O primeiro desembarque de assalto anfíbio da América ocorreu no início da Guerra Revolucionária, em 3 de março de 1776, quando os fuzileiros navais ganharam o controle do Forte Montagu e do Forte Nassau, um depósito de munição britânico e porto naval em New Providence, nas Bahamas. O papel do Corpo de Fuzileiros Navais expandiu-se significativamente desde então; à medida que a importância da sua missão naval original diminuía com a mudança da doutrina da guerra naval e a profissionalização do serviço naval, o Corpo adaptou-se, concentrando-se em missões anteriormente secundárias em terra. A Advanced Base Doctrine do início do século XX codificou as suas funções de combate em terra, delineando o uso de fuzileiros navais na tomada de bases e outras funções em terra para apoiar campanhas navais.
Ao longo do final dos Séculos XIX e XX, destacamentos de fuzileiros navais serviram a bordo de cruzadores, navios de guerra e porta-aviões da Marinha. Os destacamentos de fuzileiros navais cumpriram suas funções tradicionais como força de desembarque de navios, tripulando as armas do navio e fornecendo segurança a bordo. Os destacamentos de fuzileiros navais foram aumentados por membros da companhia do navio para grupos de desembarque, como na Primeira Expedição a Sumatra de 1832, e continuando nas campanhas caribenhas e mexicanas do início do Século XX. Os fuzileiros navais desenvolveram táticas e técnicas de ataque anfíbio nas costas defendidas a tempo de serem usadas na Segunda Guerra Mundial. Durante a Segunda Guerra Mundial, os fuzileiros navais continuaram a servir em navios capitais. Frequentemente, eram designados para tripular baterias antiaéreas.
Em 1950, o presidente Harry S. Truman respondeu a uma mensagem do representante dos EUA Gordon L. McDonough. McDonough instou o presidente Truman a adicionar representação da Marinha no Estado-Maior Conjunto dos Estados Unidos. O presidente Truman, escrevendo em uma carta dirigida a McDonough, afirmou que "O Corpo de Fuzileiros Navais é a força policial da Marinha e enquanto eu for presidente será assim que permanecerá. Eles têm uma máquina de propaganda que é quase igual à de Stalin". McDonough então inseriu a carta do presidente Truman, datada de 29 de agosto de 1950, no Congressional Record. Os congressistas e as organizações da Marinha reagiram, chamando os comentários do presidente Truman de insulto e exigindo um pedido de desculpas. Truman pediu desculpas ao comandante da Marinha na época, escrevendo: "Lamento sinceramente a infeliz escolha de linguagem que usei em minha carta de 29 de agosto ao congressista McDonough a respeito do Corpo de Fuzileiros Navais". Embora Truman tenha se desculpado por sua metáfora, ele não alterou sua posição de que o Corpo de Fuzileiros Navais deveria continuar a se reportar ao secretário da Marinha. Ele só fez as pazes fazendo uma visita surpresa à Marine Corps League alguns dias depois, quando reiterou: "Quando cometo um erro, tento corrigi-lo. Tento cometer o mínimo possível". Ele foi aplaudido de pé.

## Organização

### Departamento da Marinha

Organização do Corpo de Fuzileiros Navais dos Estados Unidos dentro do Departamento de Defesa.

O Departamento da Marinha dos Estados Unidos, liderado pelo Secretário da Marinha, é um departamento militar do Departamento de Defesa, em nível de gabinete, que supervisiona o Corpo de Fuzileiros Navais e a Marinha. O oficial da Marinha mais graduado é o Comandante (a menos que um oficial da Marinha seja o Presidente do Estado-Maior Conjunto dos Estados Unidos ou Vice-Presidente do Estado-Maior Conjunto), responsável perante o Secretário da Marinha por organizar, recrutar, treinar e equipar o Corpo de Fuzileiros Navais para que as suas forças estão prontas para serem destacadas sob o comando operacional dos comandantes combatentes. O Corpo de Fuzileiros Navais está organizado em quatro subdivisões principais: Headquarters Marine Corps (HQMC), as Operating Forces, o Supporting Establishment e a Marine Corps Reserve (MARFORRES ou USMCR).

### Quartel-General do Corpo de Fuzileiros Navais
o Quartel-General do Corpo de Fuzileiros Navais (Headquarters Marine Corps (HQMC)) consiste no Comandante do Corpo de Fuzileiros Navais, no Comandante Assistente do Corpo de Fuzileiros Navais, no Diretor do Estado-Maior do Corpo de Fuzileiros Navais, nos vários Vice-Comandantes, no Sargento-Mor do Corpo de Fuzileiros Navais e em vários oficiais de estado-maior especial e chefes de agências do Corpo de Fuzileiros Navais que se reportam diretamente a seja o Comandante ou o Comandante Assistente. O HQMC é apoiado pelo Quartel-General e Batalhão de Serviço, USMC, fornecendo apoio administrativo, de abastecimento, logística, treinamento e serviços ao Comandante e sua equipe.

### Forças Operacionais
As Forças Operacionais (Operating Forces) estão divididas em três categorias: Marine Corps Forces (MARFOR) atribuídas a comandos combatentes unificados, nomeadamente, as Fleet Marine Forces (FMF); Security Forces que protegem instalações navais de alto risco; e destacamentos de Security Guard nas embaixadas americanas. De acordo com o memorando Forces for Unified Commands, de acordo com o Unified Command Plan, as Forças do Corpo de Fuzileiros Navais são atribuídas a cada um dos comandos combatentes, a critério do secretário de defesa. Desde 1991, o Corpo de Fuzileiros Navais mantém quartéis-generais em cada um dos comandos combatentes unificados regionais.
As Forças do Corpo de Fuzileiros Navais são divididas em Forces Command (MARFORCOM) e Pacific Command (MARFORPAC), cada um liderado por um tenente-general com posto duplo como general comandante da FMF Atlantic (FMFLANT) ou FMF Pacific (FMFPAC), respectivamente. O MARFORCOM/FMFLANT tem o controle operacional da II Marine Expeditionary Force; O MARFORPAC/FMFPAC tem o controle operacional da I Marine Expeditionary Force e III Marine Expeditionary Force.

#### Marine Air-Ground Task Force
A estrutura básica para unidades de fuzileiros navais destacáveis é a Marine Air-Ground Task Force (MAGTF), uma estrutura flexível de tamanhos variados. Uma MAGTF integra: um ground combat element (GCE), um aviation combat element (ACE) e um logistics combat element (LCE) sob um command element (CE), capaz de operar de forma independente ou como parte de uma coalizão maior. A estrutura do MAGTF reflete uma forte preferência do Corpo pela autossuficiência e um compromisso com armas combinadas, ambos ativos essenciais para uma força expedicionária. O Corpo de Fuzileiros Navais tem cautela e desconfiança em relação à dependência de seus serviços irmãos e às operações conjuntas em geral.

### Estabelecimento de Apoio
O Estabelecimento de Apoio (Supporting Establishment) inclui o Combat Development Command, o Logistics Command, o Systems Command, o Recruiting Command, o Installations Command, a Marine Band e a Marine Drum e Bugle Corps.

#### Bases e estações do Corpo de Fuzileiros Navais
O Corpo de Fuzileiros Navais opera muitas bases importantes, 14 das quais hospedam forças operacionais, 7 instalações de apoio e treinamento, bem como instalações satélites. As bases do Corpo de Fuzileiros Navais estão concentradas em torno das localizações das Marine Expeditionary Forces, embora as unidades de reserva estejam espalhadas pelos Estados Unidos. As principais bases são Camp Pendleton, na Costa Oeste dos Estados Unidos, sede da I Marine Expeditionary Force; Camp Lejeune, na Costa Leste dos Estados Unidos, sede da II Marine Expeditionary Force; e Camp Butler em Okinawa, Japão, sede da III Marine Expeditionary Force.
Outras bases importantes incluem estações aéreas, depósitos de recrutamento, bases logísticas e comandos de treinamento. O Marine Corps Air Ground Combat Center, em Twentynine Palms, na Califórnia, é a maior base do Corpo de Fuzileiros Navais e abriga o treinamento de fogo real com armas combinadas mais complexo do Corpo. A Base do Corpo de Fuzileiros Navais de Quantico, na Virgínia, abriga o Marine Corps Combat Development Command e é apelidada de Crossroads of the Marine Corps. O Corpo de Fuzileiros Navais mantém uma presença significativa na Região da Capital Nacional, com o Quartel-General do Corpo de Fuzileiros Navais espalhados pelo Pentágono, Henderson Hall, Washington Navy Yard e o Marine Barracks, Washington, D.C..

### Reserva das Forças de Fuzileiros Navais
A Reserva das Forças de Fuzileiros Navais (Marine Corps Reserve (MARFORRES/USMCR)) consiste no Grupo de Force Headquarters Group, 4th Marine Division, 4th Marine Aircraft Wing, e no 4th Marine Logistics Group. O MARFORRES/USMCR é capaz de formar uma 4th Marine Expeditionary Force ou reforçar/aumentar as forças em serviço ativo.

## Operações Especiais

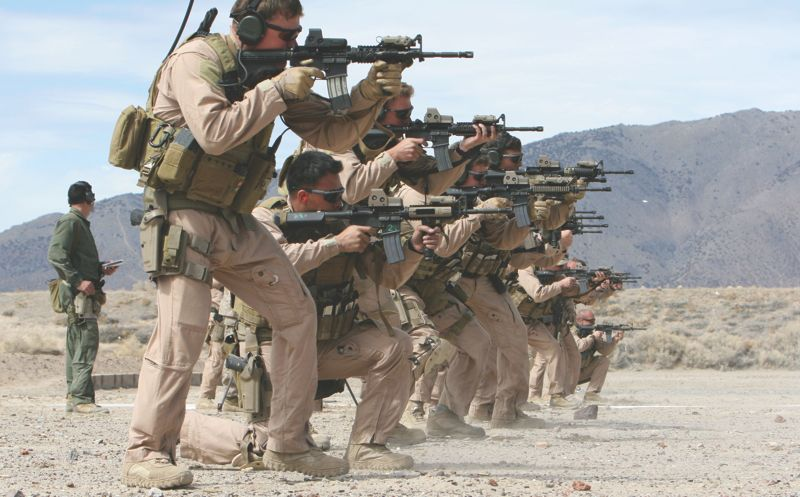
Marine Raiders conduzindo treinamento de combate corpo a corpo.

O Marine Forces Special Operations Command (MARSOC) inclui os Marine Raiders, o Marine Raider Support Group e o Marine Raider Training Center (MRTC). Tanto o Raider Regiment quanto o Raider Support Group  consistem em uma companhia sede e três batalhões de operações. O MRTC realiza funções de triagem, avaliação, seleção, treinamento e desenvolvimento para unidades MARSOC. As forças capazes de operações especiais do Corpo de Fuzileiros Navais incluem: Air Naval Gunfire Liaison Companies, Chemical Biological Incident Response Force, Marine Division Reconnaissance Battalions, Force Reconnaissance Companies, Maritime Special Purpose Force, e a Special Reaction Teams. Além disso, todos os MEUs implantados são certificados como special operations capable, nomeadamente, “MEU(SOC)”.
Embora a noção de uma contribuição das forças de operações especiais da Marinha para o United States Special Operations Command  (USSOCOM) tenha sido considerada já na fundação do USSOCOM na década de 1980, ela foi resistida pelo Corpo de Fuzileiros Navais. O comandante Paul X. Kelley expressou a crença de que os fuzileiros navais deveriam apoiar apenas os fuzileiros navais e que o Corpo de Fuzileiros Navais não deveria financiar uma capacidade de operações especiais que não apoiasse diretamente as operações do Corpo de Fuzileiros Navais. No entanto, grande parte da resistência dentro do Corpo se dissipou quando os líderes dos Fuzileiros Navais observaram os 15th e 26th MEU(SOC)s do Corpo "ficarem à margem" durante os estágios iniciais da Operação  Enduring Freedom, enquanto outras unidades convencionais e unidades de operações especiais de o Exército dos Estados Unidos, a Marinha dos Estados Unidos e a Força Aérea dos Estados Unidos engajaram-se ativamente em operações no Afeganistão. Após um período de desenvolvimento de três anos, o Corpo concordou em 2006 em fornecer uma unidade de 2.500 homens, o Marine Forces Special Operations Command, que responderia diretamente ao USSOCOM.

## Pessoal

### Comandantes
O Comandante do Corpo de Fuzileiros Navais é o oficial de mais alta patente do Corpo de Fuzileiros Navais, a menos que um fuzileiro naval seja o presidente ou vice-presidente do Estado-Maior Conjunto dos Estados Unidos. O comandante tem a responsabilidade do U.S. Code Title 10 de equipar, treinar e equipar o Corpo de Fuzileiros Navais e não tem autoridade de comando. O comandante é membro do Estado-Maior Conjunto e reporta-se ao Secretário da Marinha.
O Comandante Adjunto do Corpo de Fuzileiros Navais atua como vice chefe do comandante. O Sargento-mor do Corpo de Fuzileiros Navais é o fuzileiro naval alistado e atua como conselheiro do comandante. O Quartel-General do Corpo de Fuzileiros Navais compreende o restante do conselho e do estado-maior do comandante, com subcomandantes que supervisionam vários aspectos dos recursos e capacidades do Corpo. O 36º e atual Comandante Adjunto, bem como Comandante Interino, é Eric M. Smith, enquanto o 20º e atual Sargento-Mor é Carlos A. Ruiz.

### Mulheres

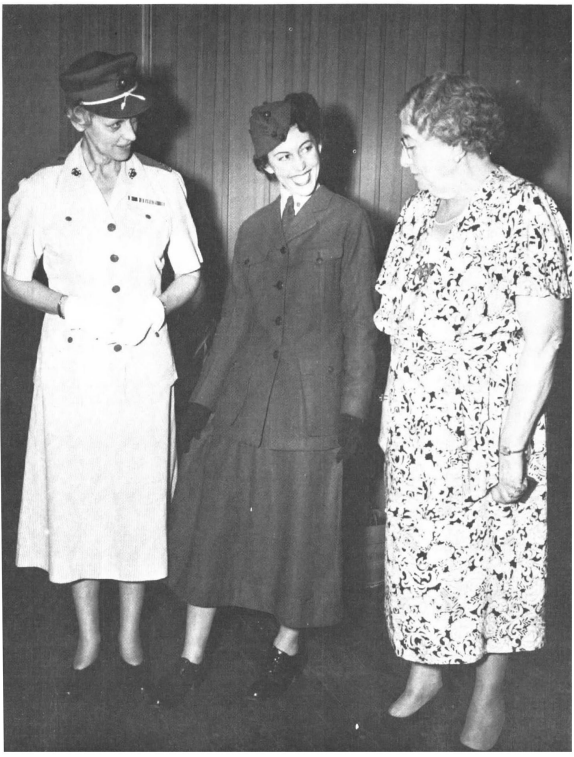
Sargento Opha May Johnson (direita), com a Coronel Katherine Towle (esquerda).

As mulheres serviram no Corpo de Fuzileiros Navais dos Estados Unidos desde 1918. A primeira mulher a se alistar foi Opha May Johnson (1878-1955). Em janeiro de 2017, três mulheres juntaram-se a um batalhão de infantaria em Camp Lejeune. As mulheres não haviam servido como fuzileiros navais de infantaria antes disso. Em 2017, os fuzileiros navais divulgaram pela primeira vez um anúncio de recrutamento focado nas mulheres. Em outubro de 2019, as mulheres fuzileiras navais representavam 7,8% do pessoal.
Em dezembro de 2020, o Corpo de Fuzileiros Navais iniciou um programa experimental para integrar mulheres nas companhias de formação na sua instalação de recrutamento em San Diego, uma vez que o Congresso determinou o fim do programa exclusivamente masculino. Para as 60 recrutas, programadas para começar o treinamento em San Diego em fevereiro de 2021, o Corpo transferirá instrutoras de treinamento de sua instalação de recrutamento em Parris Island, que já possui um programa misto. Cinquenta e três desses recrutas se formaram com sucesso no campo de treinamento em abril de 2021 e tornaram-se fuzileiros navais.

### Minorias

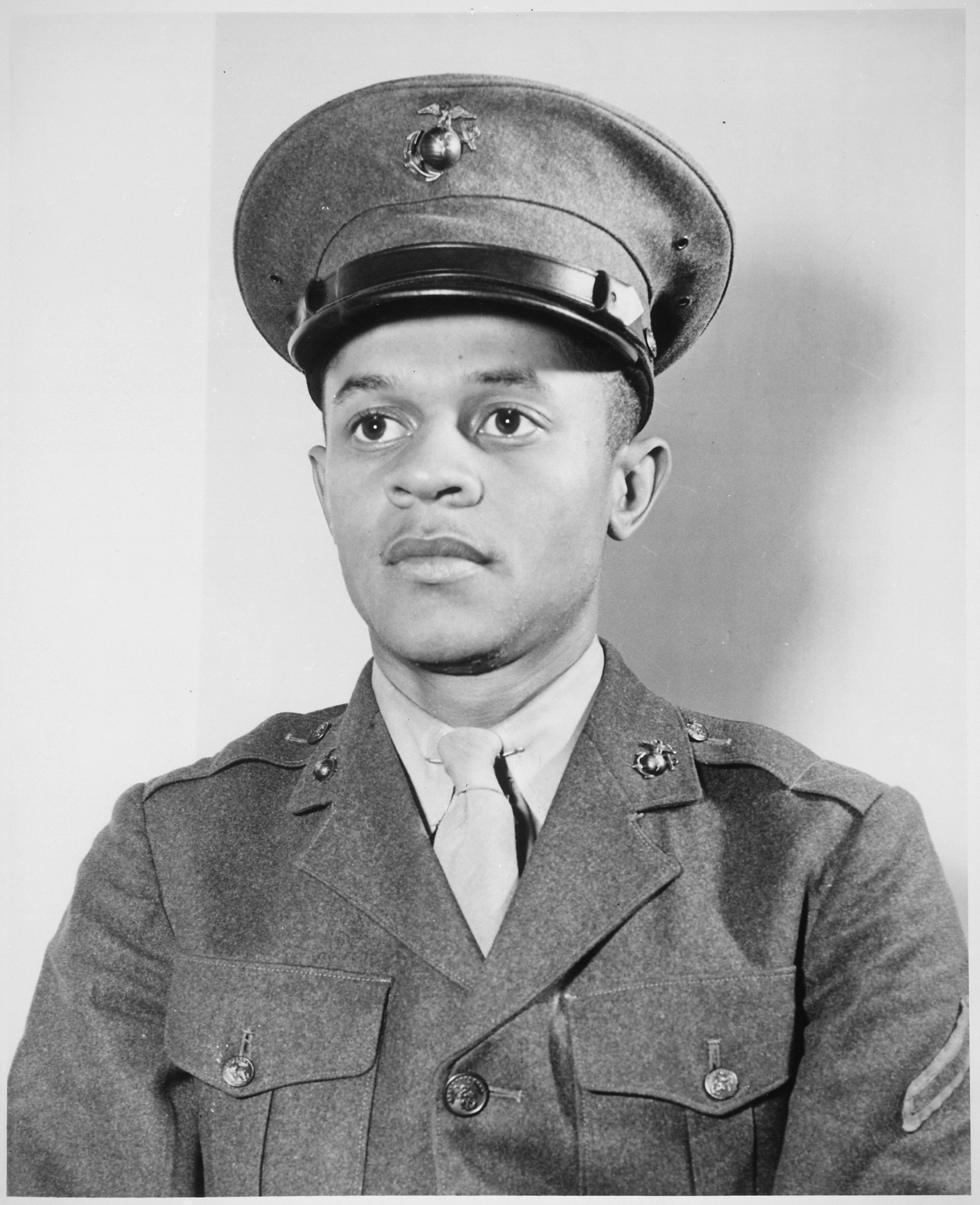
Howard P. Perry, o primeiro recruta negro do Corpo de Fuzileiros Navais dos EUA, 1942.

Em 1776 e 1777 uma dúzia de fuzileiros navais afro-americanos serviram na Guerra Revolucionária Americana, mas de 1798 a 1942, o Corpo de Fuzileiros Navais seguiu uma política racialmente discriminatória de negar aos afro-americanos a oportunidade de servir. O Corpo de Fuzileiros Navais foi o último dos serviços a recrutar afro-americanos, e a sua própria página de história reconhece que foi uma ordem presidencial que forçou o Corpo, apesar das objecções da sua liderança, a começar a recrutar fuzileiros navais afro-americanos em 1942. Aceitou-os como recrutas em unidades segregadas exclusivamente de negros. Nas décadas seguintes, a incorporação de tropas negras não foi amplamente aceita dentro do Corpo, nem a dessegregação foi alcançada de forma suave ou rápida. A integração do pessoal não-branco do Corpo de Fuzileiros Navais ocorreu em etapas, desde batalhões segregados em 1942, até o treinamento unificado em 1949 e, finalmente, a integração total em 1960.
Hoje o Corpo de Fuzileiros Navais é uma força desagregada, composta por fuzileiros navais de todas as raças que trabalham e lutam lado a lado. Em 2020, os afro-americanos estão atualmente sub-representados no Corpo de Fuzileiros Navais em comparação com a sua percentagem geral da população dos EUA. Ao mesmo tempo, o Corpo de Fuzileiros Navais é a única força onde os hispânicos estão sobre representados na mesma métrica.

### Estrutura de patentes
Como no resto das Forças Armadas dos Estados Unidos (excluindo a Força Aérea e a Força Espacial, que atualmente não nomeiam Subtenentes), as fileiras do Corpo de Fuzileiros Navais se enquadram em uma de três categorias: oficial comissionado, subtenente e alistado, em ordem decrescente de autoridade. Para padronizar a remuneração, cada categoria recebe um nível salarial.

#### Oficiais comissionados
Os oficiais comissionados são diferenciados de outros oficiais por sua comissão, que é a autoridade formal por escrito, emitida em nome do Presidente dos Estados Unidos, que confere a posição e autoridade de um oficial da Marinha. Os oficiais comissionados carregam a "confiança especial" do Presidente. Os oficiais comissionados do Corpo de Fuzileiros Navais são promovidos com base em um sistema "up or out" de acordo com a Defense Officer Personnel Management Act of 1980.
| Nível Salarial Dep. Defesa      | O–10    | O–9             | O–8           | O–7                | O–6     | O–5             | O–4   | O–3     | O–2              | O–1             |
| Código da OTAN                  | OF–9    | OF–8            | OF–7          | OF–6               | OF–5    | OF–4            | OF–3  | OF–2    | OF–1             | OF–1            |
| ------------------------------- | ------- | --------------- | ------------- | ------------------ | ------- | --------------- | ----- | ------- | ---------------- | --------------- |
| Insígnia                        |         |                 |               |                    |         |                 |       |         |                  |                 |
| Insígnia do Uniforme de Serviço |         |                 |               |                    |         |                 |       |         |                  |                 |
| Título                          | General | Tenente-general | Major-general | General de brigada | Coronel | Tenente-coronel | Major | Capitão | Primeiro-tenente | Segundo-tenente |
| Abreviação                      | Gen     | LtGen           | MajGen        | BGen               | Col     | LtCol           | Maj   | Capt    | 1stLt            | 2stLt           |

### Subtenentes
Os subtenentes são principalmente especialistas anteriormente alistados em uma área especializada específica e geralmente fornecem liderança apenas nessa especialidade.
| Nível Salarial Dep. Defesa | Marine Gunner | W–5          | W–4          | W–3          | W–2          | W–1          |
| Código da OTAN             | Insígnia      | WO–5         | WO–4         | WO–3         | WO–2         | WO–1         |
| -------------------------- | ------------- | ------------ | ------------ | ------------ | ------------ | ------------ |
| Insígnia                   |               |              |              |              |              |              |
| Título                     | –             | Subtenente 5 | Subtenente 4 | Subtenente 3 | Subtenente 2 | Subtenente 1 |
| Abreviação                 | –             | CWO5         | CWO4         | CWO3         | CWO2         | WO           |

### Alistados
Os fuzileiros navais alistados nos níveis salariais E-1 a E-3 constituem a maior parte das fileiras do Corpo. Embora tecnicamente não ocupem cargos de liderança, o espírito do Corpo enfatiza a liderança entre todos os fuzileiros navais, e aos fuzileiros navais juniores muitas vezes são atribuídas responsabilidades normalmente reservadas aos superiores. Aqueles nos níveis salariais E-4 e E-5 são Non-commissioned Officers (NCOs)). Eles supervisionam principalmente os fuzileiros navais juniores e atuam como um elo vital com a estrutura de comando superior, garantindo que as ordens sejam executadas corretamente. Os fuzileiros navais E-6 e superiores são Staff Non-commissioned Officers (SNCOs), encarregados de supervisionar os suboficiais e atuar como conselheiros alistados do comando.
Os níveis E-8 e E-9 têm duas e três categorias por nível salarial, respectivamente, cada um com responsabilidades diferentes. As patentes de primeiro sargento e sargento-mor são orientadas para o comando, servindo como fuzileiros navais alistados em uma unidade, encarregados de auxiliar o oficial comandante em questões de disciplina, administração e moral e bem-estar da unidade. Sargentos e sargentos de artilharia fornecem liderança técnica como especialistas ocupacionais em seus MOS específicos. O Sargento-mor do Corpo de Fuzileiros Navais, também E-9, é um cargo conferido ao fuzileiro naval alistado de todo o Corpo de Fuzileiros Navais, selecionado pessoalmente pelo comandante. É possível para um fuzileiro naval alistado ocupar um cargo sênior de Sargento-mor do Corpo de Fuzileiros Navais, o que foi o caso de 2011 a 2015 com a nomeação do Sargento-mor Bryan B. Battaglia para o cargo de Senior Enlisted Advisor to the Chairman, que é o membro alistado mais antigo das forças armadas dos Estados Unidos, servindo no Estado-Maior Conjunto.
| Nível Salarial Dep. Defesa      | Especial                                  | Especial                                   | E–9           | E–9                           | E–8               | E–8             | E–7                    | E–6             | E–5      | E–4  | E–3       | E–2                        | E–1          |
| Código da OTAN                  | OR–9                                      | OR–9                                       | OR–9          | OR–9                          | OR–8              | OR–8            | OR–7                   | OR–6            | OR–5     | OR–4 | OR–3      | OR–2                       | OR–1         |
| ------------------------------- | ----------------------------------------- | ------------------------------------------ | ------------- | ----------------------------- | ----------------- | --------------- | ---------------------- | --------------- | -------- | ---- | --------- | -------------------------- | ------------ |
| Insígnia do uniforme de gala    |                                           |                                            |               |                               |                   |                 |                        |                 |          |      |           |                            | Sem Insígnia |
| Insígnia do Uniforme de Serviço |                                           |                                            |               |                               |                   |                 |                        |                 |          |      |           |                            | Sem Insígnia |
| Título                          | Conselheiro Alistado Sênior do Presidente | Sargento-mor do Corpo de Fuzileiros Navais | Sargento- mor | Sargento Mestre de Artilharia | Primeiro Sargento | Sargento Mestre | Sargento de Artilharia | Sargento Sênior | Sargento | Cabo | Anspeçada | Soldado de primeira classe | Soldado      |
| Abreviação                      | SEAC                                      | SMMC                                       | SgtMaj        | MGySgt                        | 1stSgt            | MSgt            | GySgt                  | SSgt            | Sgt      | Cpl  | LCpl      | PFC                        | Pvt          |

### Especialidade Ocupacional Militar
A Especialidade Ocupacional Militar (Military Occupational Specialty (MOS)) é um sistema de classificação profissional. Usando um código de quatro dígitos, ele designa o campo e a ocupação específica que um fuzileiro naval desempenha. Segregado entre oficial e alistado, o MOS determina o quadro de pessoal de uma unidade. Alguns MOS mudam de acordo com a classificação para refletir as posições de supervisão; outros são secundários e representam uma missão temporária fora das funções normais ou habilidades especiais de um fuzileiro naval.

### Treinamento inicial

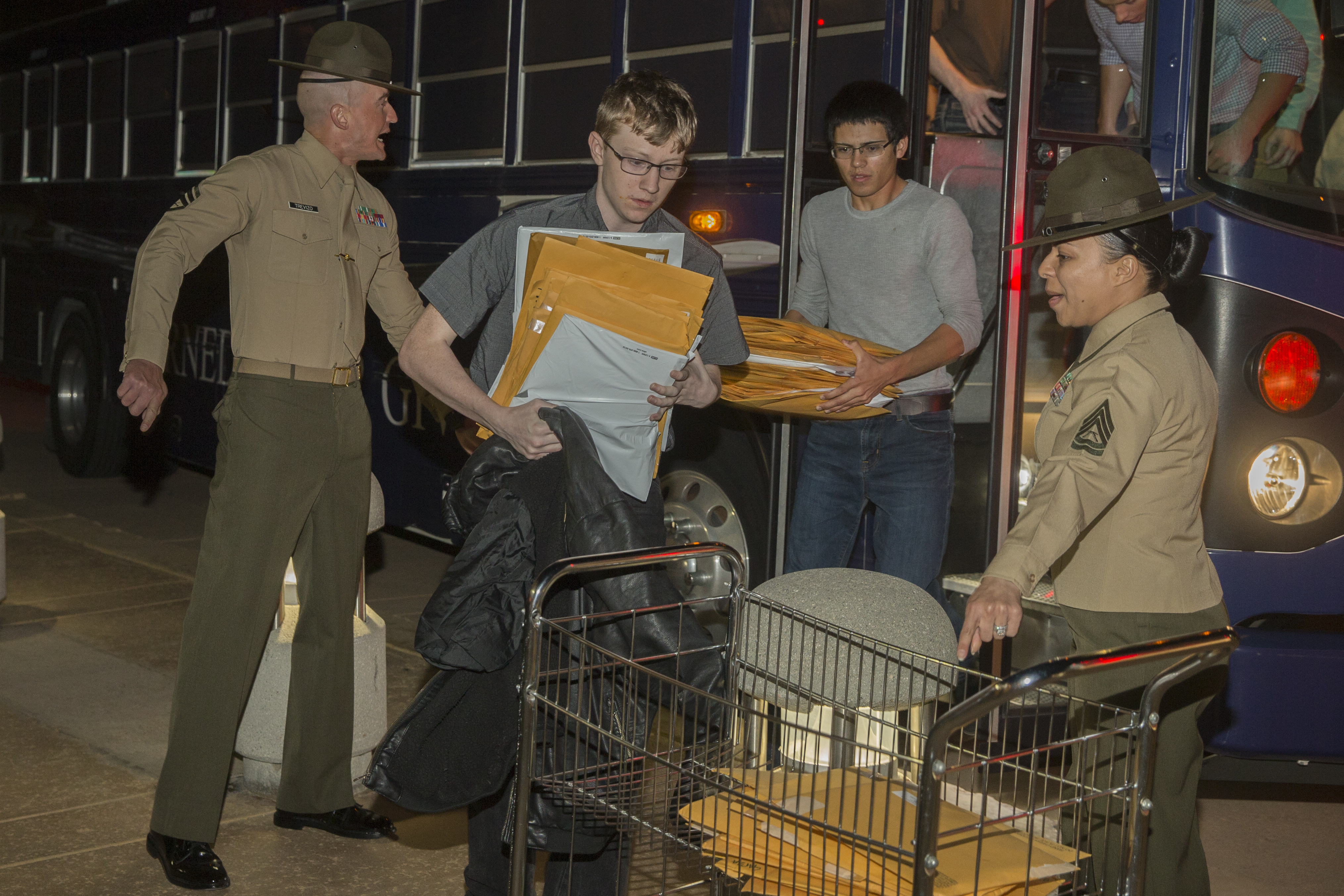
Recrutas da Marinha no Marine Corps Recruit Depot em San Diego.

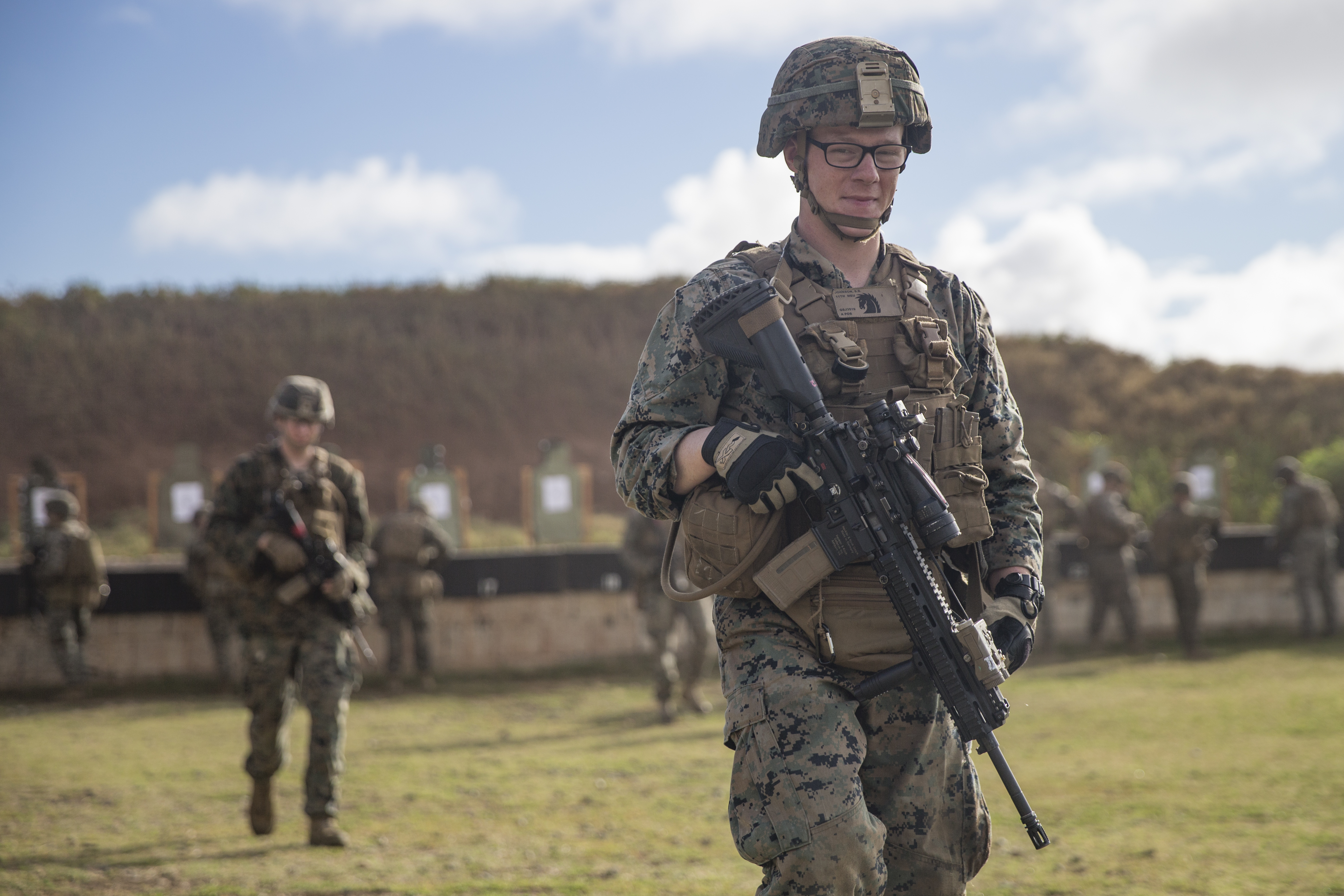
Fuzileiros Navais dos EUA em treinamento.

Todos os anos, mais de 2.000 novos oficiais da Marinha são comissionados e 38.000 recrutas são aceitos e treinados. Todos os novos fuzileiros navais, alistados ou oficiais, são recrutados pelo Marine Corps Recruiting Command.
Os oficiais comissionados são comissionados principalmente por meio de uma das três fontes: Corpo de Treinamento de Oficiais da Reserva Naval (Naval Reserve Officer Training Corps), Escola de Candidatos a Oficiais (Officer Candidates School) ou Academia Naval dos Estados Unidos (United States Naval Academy). Após o comissionamento, todos os oficiais comissionados da Marinha, independentemente da rota de adesão ou dos requisitos de treinamento adicional, frequentam a Escola Básica (Basic School at Marine Corps) na Base do Corpo de Fuzileiros Navais de Quantico. Na Escola Básica, segundos-tenentes, subtenentes e oficiais estrangeiros selecionados aprendem a arte da infantaria e da guerra de armas combinadas.
Os fuzileiros navais alistados participam do treinamento de recrutamento, conhecido como boot camp, no Marine Corps Recruit Depot San Diego ou no Marine Corps Recruit Depot Parris Island. Historicamente, o rio Mississippi serviu como uma linha divisória que delineava quem seria treinado onde, embora, mais recentemente, um sistema distrital tenha garantido uma distribuição mais uniforme dos recrutas do sexo masculino entre as duas instalações. Todos os recrutas devem passar por um teste de aptidão física para começar a treinar; aqueles que falharem receberão atenção e treinamento individualizados até que os padrões mínimos sejam alcançados. O treinamento de recrutamento de fuzileiros navais é o mais longo entre os serviços militares americanos; tem 13 semanas de duração, incluindo processamento e processamento externo.
Após o treinamento de recrutamento, os fuzileiros navais alistados frequentam a School of Infantry em Camp Geiger ou Camp Pendleton. Os fuzileiros navais de infantaria iniciam seu treinamento de combate, que varia em duração, imediatamente com o Infantry Training Battalion. Os fuzileiros navais em todos os outros MOS treinam por 29 dias em Marine Combat Training, aprendendo habilidades comuns de infantaria, antes de continuarem para suas escolas MOS, que variam em duração.

## Uniformes

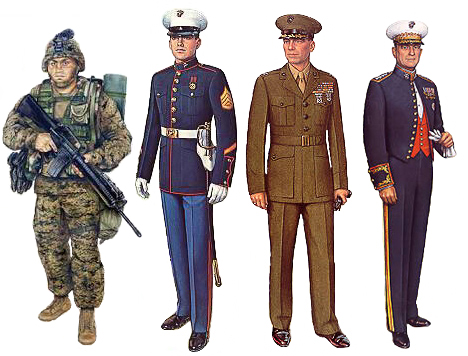
Uma ilustração dos fuzileiros navais dos EUA em várias configurações uniformes. Da esquerda para a direita: Um fuzileiro naval em um Marine Corps Combat Utility Uniform com carga de combate completa c. 2003, um fuzileiro naval em um Blue Dress Uniform, um oficial da Marinha em Service Uniform e um general da Marinha em um Evening Dress Uniform.

O Corpo de Fuzileiros Navais tem os uniformes mais estáveis e reconhecíveis das forças armadas americanas; o Dress Blues remonta ao início do Século XIX; e o uniforme de serviço até o início do Século XX. Apenas um punhado de habilidades (paraquedista, tripulação aérea, eliminação de munições explosivas, etc.) justificam distintivos, e a insígnia de classificação não é usada no capacete do uniforme (com exceção da cobertura de serviço da guarnição de um oficial).
Os fuzileiros navais têm quatro uniformes principais: vestimenta, serviço, utilidade e treinamento físico. Esses uniformes têm algumas variações menores, mas muito distintas, desde o pessoal alistado até os oficiais comissionados e suboficiais.
O uniforme de gala do Corpo de Fuzileiros Navais é o mais elaborado, usado em ocasiões formais ou cerimoniais. Existem quatro formas diferentes de uniforme de gala. As variações dos uniformes de gala são conhecidas como Alphas, Bravos, Charlies ou Deltas. Os mais comuns são os Blue Dress Alphas ou Bravos, chamados de Dress Blues ou simplesmente Blues. É mais frequentemente visto em anúncios de recrutamento e é equivalente ao Smoking. Há vestido Azul-Branco para o verão e vestido de noite para ocasiões formais (gravata branca), que são reservados para SNCO e dirigentes. Versões com camisa cáqui no lugar do casaco (Blue Dress Charlie/Delta) são usadas como uniforme de trabalho diário por recrutadores da Marinha e funcionários do NROTC.

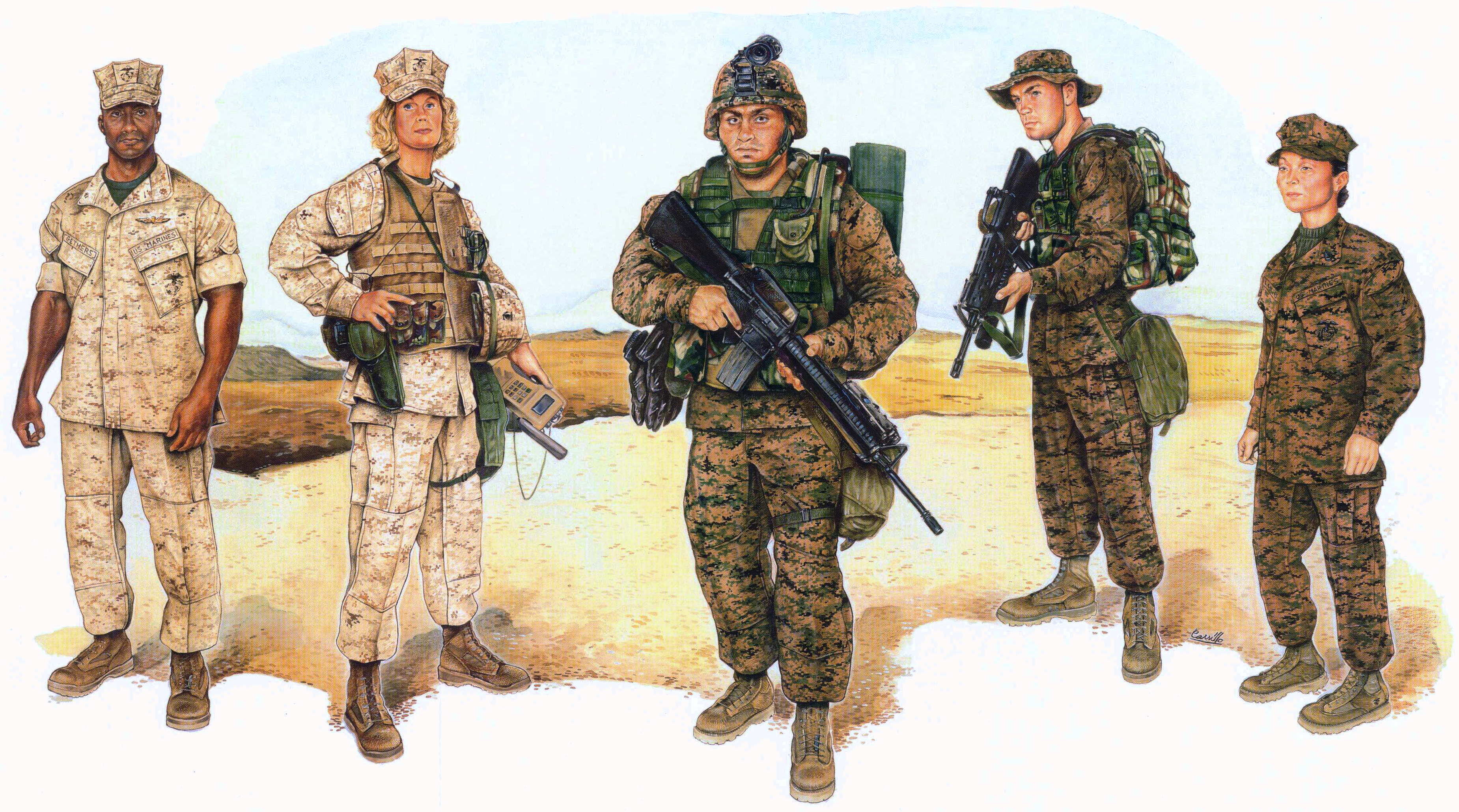
Fuzileiros vestindo ambas as versões do MARPAT.

O uniforme de serviço já foi o traje de trabalho diário prescrito na guarnição; no entanto, foi amplamente substituído nesta função pelo uniforme utilitário. Composto pelas cores verde oliva e cáqui. É aproximadamente equivalente em função e composição a um terno de negócio.
O uniforme utilitário, atualmente Marine Corps Combat Utility Uniform, é um uniforme de camuflagem destinado ao uso em campo ou para trabalho sujo na guarnição, embora tenha sido padronizado para serviço regular. É renderizado em camuflagem pixelada MARPAT que quebra a forma do usuário. Na guarnição, os uniformes da floresta e do deserto são usados dependendo do posto de serviço do fuzileiro naval. Os fuzileiros navais consideram os serviços públicos um uniforme de trabalho e não permitem seu uso fora da base, exceto no trânsito de e para o local de serviço e em caso de emergência.

## Cultura

### Tradições e costumes oficiais

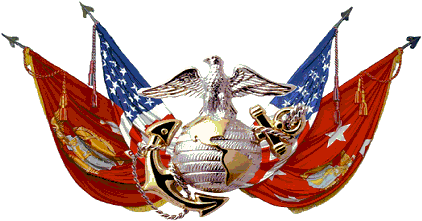
A Águia, o Globo e a Âncora junto com a bandeira dos EUA, a bandeira do Corpo de Fuzileiros Navais e a bandeira do Comandante.

Como em qualquer organização militar, as tradições oficiais e não oficiais do Corpo de Fuzileiros Navais servem para reforçar a camaradagem e diferenciar a Força das demais. A aceitação pelo Corpo de sua rica cultura e história é citada como uma razão para seu alto esprit de corps. Uma parte importante da cultura do Corpo de Fuzileiros Navais é a terminologia naval marítima tradicional derivada de sua história com a Marinha. “Fuzileiros Navais” não são “soldados” ou “marinheiros”.
O emblema do Corpo de Fuzileiros Navais é Águia, Globo e Âncora, às vezes abreviado como "EGA" (Eagle, Globe, and Anchor), adotado em 1868. O selo do Corpo de Fuzileiros Navais inclui o emblema, também encontrado na bandeira do Corpo de Fuzileiros Navais dos Estados Unidos, e estabelece o escarlate e o dourado como cores oficiais. O lema da Marinha Semper Fidelis significa Sempre Fiel em latim, muitas vezes aparecendo como Semper Fi. The Marines' Hymn remonta ao Século XIX e é a canção oficial mais antiga das forças armadas dos Estados Unidos. Semper Fi é também o nome da marcha oficial do Corpo, composta por John Philip Sousa. Os lemas Fortitudine (Com Fortitude); By Sea and by Land, uma tradução de Per Mare, Per Terram dos Royal Marines; e To the Shores of Tripoli foram usados até 1868.
Dois estilos de espadas são usados pelos fuzileiros navais: a espada mameluca dos oficiais, semelhante ao shamshir persa apresentado ao tenente Presley O'Bannon após a Batalha de Derna, e a espada NCO da Marinha. O Aniversário do Corpo de Fuzileiros Navais é comemorado todos os anos no dia 10 de novembro em uma cerimônia de corte de bolo onde a primeira fatia de bolo é dada ao fuzileiro naval mais velho presente, que por sua vez a entrega ao fuzileiro naval mais jovem presente. A celebração inclui a leitura da Commandant Lejeune's Birthday Message.
O Close Order Drill é fortemente enfatizado no início do treinamento inicial de um fuzileiro naval, incorporado na maioria dos eventos formais e é usado para ensinar disciplina, incutindo hábitos de precisão e resposta automática às ordens, aumentando a confiança de oficiais subalternos e suboficiais por meio do exercício de comandar e dar aos fuzileiros navais a oportunidade de manusear armas individuais.

### Tradições e costumes não oficiais
Os fuzileiros navais têm vários apelidos genéricos:
- Devil Dog: Os soldados alemães durante a Primeira Guerra Mundial disseram que em Belleau Wood os fuzileiros navais eram tão cruéis que os soldados da infantaria alemã os chamavam de Teufel Hunden – “cães do diabo”;[274][275]
- Gyrene: comumente usado entre colegas fuzileiros navais;[276]
- Leatherneck: refere-se a uma coleira de couro que fazia parte do uniforme da Marinha durante o período da Guerra Revolucionária;[277]
- Jarhead: tem várias explicações frequentemente contestadas.[276]

Algumas outras tradições não oficiais incluem lemas e exclamações:
- Oorah: é comum entre os fuzileiros navais, sendo semelhante em função e propósito aos gritos de hooah do Exército, da Força Aérea e da Força Espacial e aos gritos de hooyah da Marinha. Muitas etimologias possíveis foram oferecidas para o termo;[278]
- Semper Fi: é uma saudação comum entre fuzileiros navais em serviço e veteranos;[65][268]
- Improvise, Adapt and Overcome: tornou-se um mantra adotado em muitas unidades.[279]

Os fuzileiros navais têm historicamente tido problemas com o extremismo nas suas fileiras, particularmente com a supremacia branca. Em 1976, o Camp Pendleton Chapter da Ku Klux Klan tinha mais de 100 membros e era chefiado por um fuzileiro naval da ativa. Em 1986, vários fuzileiros navais foram implicados no roubo de armas para o White Patriot Party. Desde então, o USMC, juntamente com o resto dos militares, tem feito um esforço sério para combater o extremismo nas fileiras.

### Fuzileiros navais veteranos
O Corpo de Fuzileiros Navais incentiva a ideia de que "fuzileiro naval" é um título conquistado, e a maioria do pessoal do Corpo de Fuzileiros Navais leva a sério a frase: "Uma vez fuzileiro naval, sempre fuzileiro naval". Eles rejeitam o termo “ex-fuzileiro naval” na maioria das circunstâncias. Não existem regulamentos relativos ao endereço das pessoas que deixaram o serviço ativo, pelo que vários termos habituais passaram a ser de uso comum.

### Programa de artes marciais

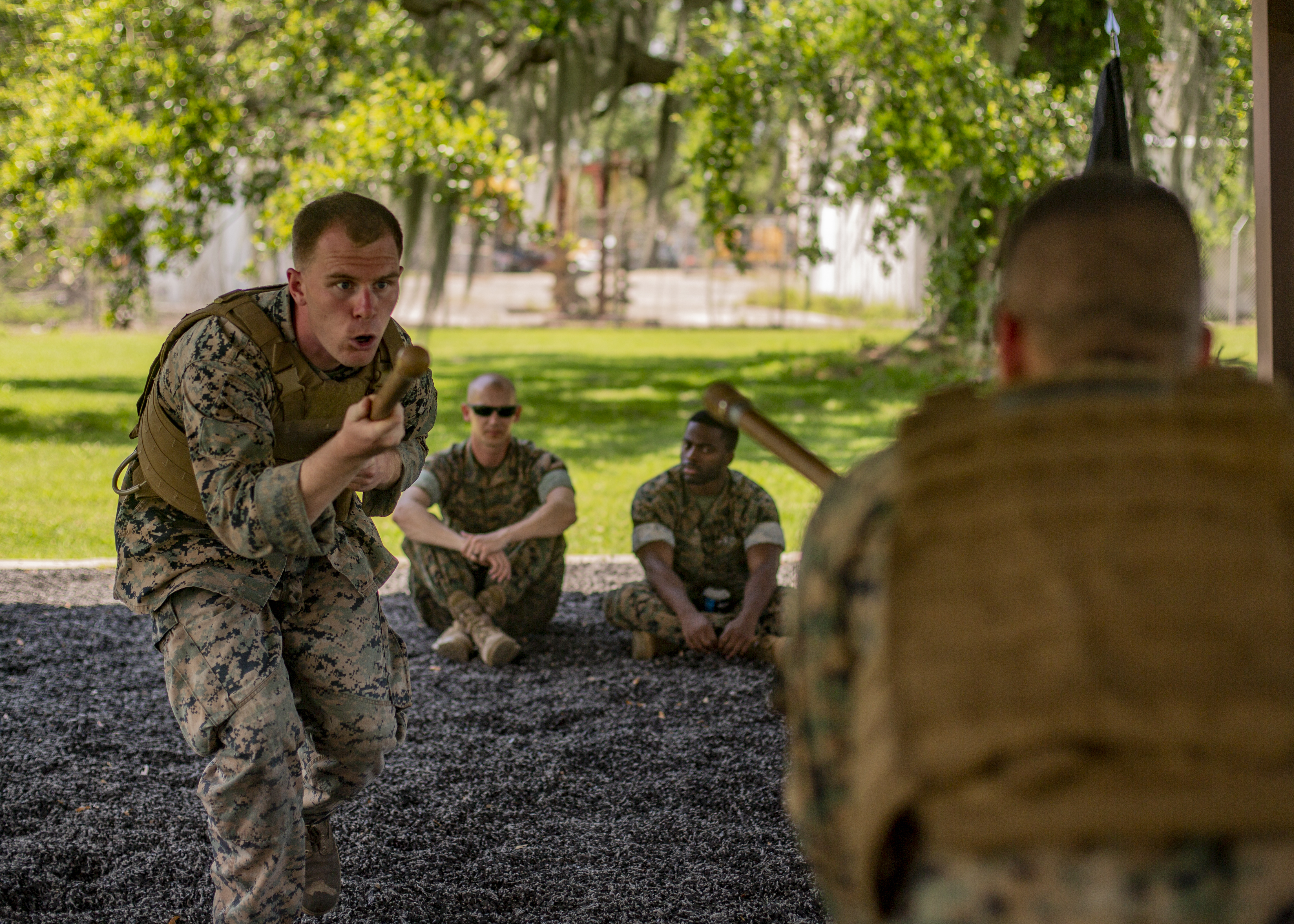
Fuzileiros navais treinando em artes marciais.

Em 2001, o Corpo de Fuzileiros Navais iniciou um programa de artes marciais desenvolvido internamente, denominado Marine Corps Martial Arts Program (MCMAP). Devido à expectativa de que as missões de manutenção da paz urbanas e policiais se tornariam mais comuns no Século XXI, colocando os fuzileiros navais em contato ainda mais próximo com civis desarmados, o MCMAP foi implementado para fornecer aos fuzileiros navais um conjunto maior e mais versátil de armas menos que letais. opções para controlar indivíduos hostis e desarmados. É um objetivo declarado do programa incutir e manter o Warrior Ethos nos fuzileiros navais. O MCMAP é uma mistura eclética de diferentes estilos de artes marciais mesclados. MCMAP consiste em socos e chutes do Taekwondo e Karatê, transferência de peso do oponente do Jujitsu, luta no solo envolvendo técnicas de travamento de articulações e estrangulamentos do Jiu-jítsu brasileiro, e uma mistura de luta com faca e bastão/bastão derivada da Eskrima, e cotoveladas e chutes boxe de Muay thai. Os fuzileiros navais começam o treinamento MCMAP no campo de treinamento, onde ganharão o primeiro dos cinco cinturões disponíveis. Os cintos começam em bege e progridem para preto e são usados com uniformes utilitários padrão.

## Equipamento
Em 2013, o típico fuzileiro de infantaria carregava US$ 14 mil em equipamentos (excluindo óculos de visão noturna), em comparação com US$ 2.500 uma década antes. O número de equipamentos (desde rádios a camiões) num batalhão de infantaria típico também aumentou, de 3.400 equipamentos em 2001 para 8.500 em 2013.

### Armas de infantaria

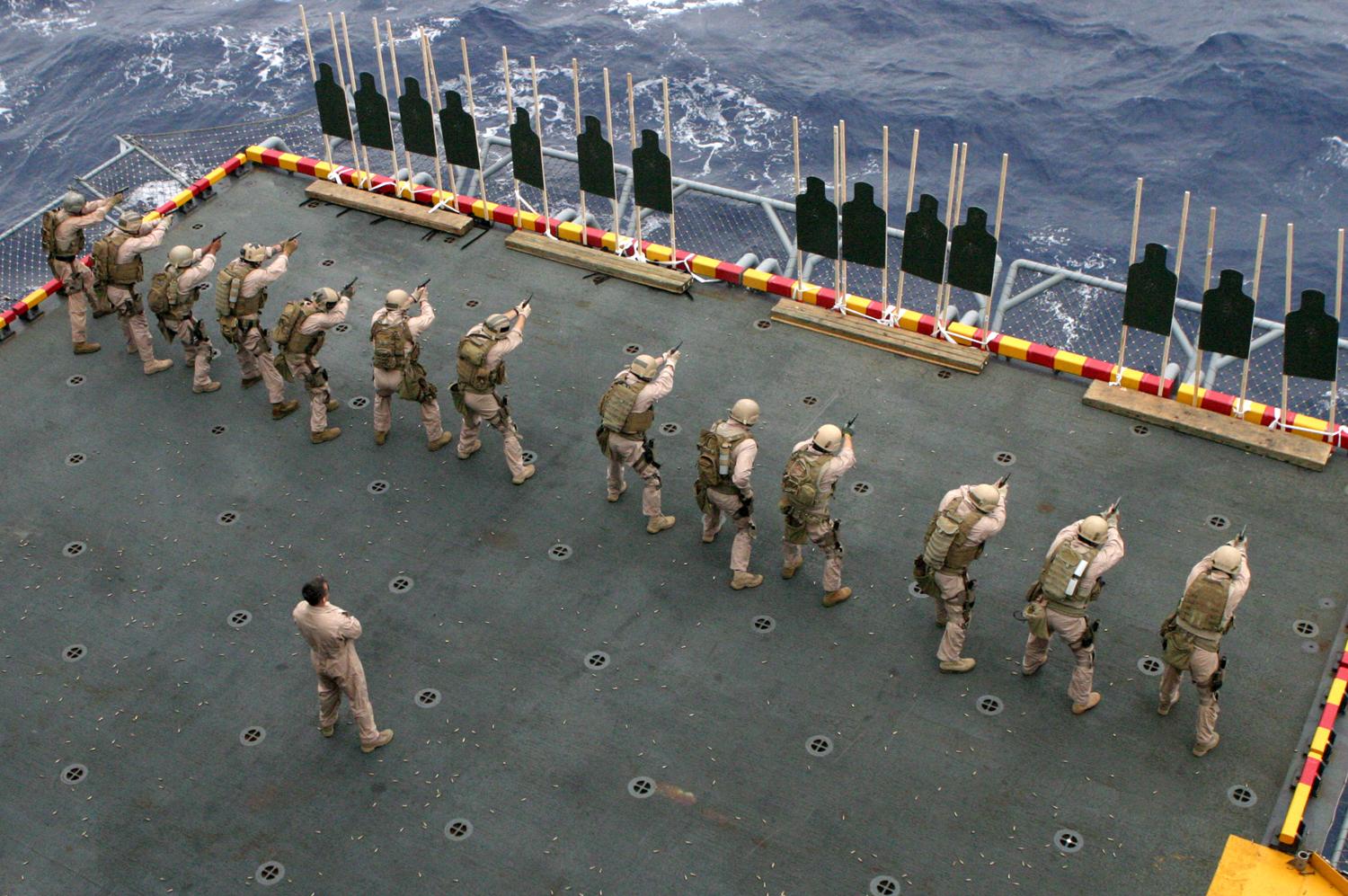
Fuzileiros navais disparando pistolas MEU(SOC) enquanto estava a bordo de um navio

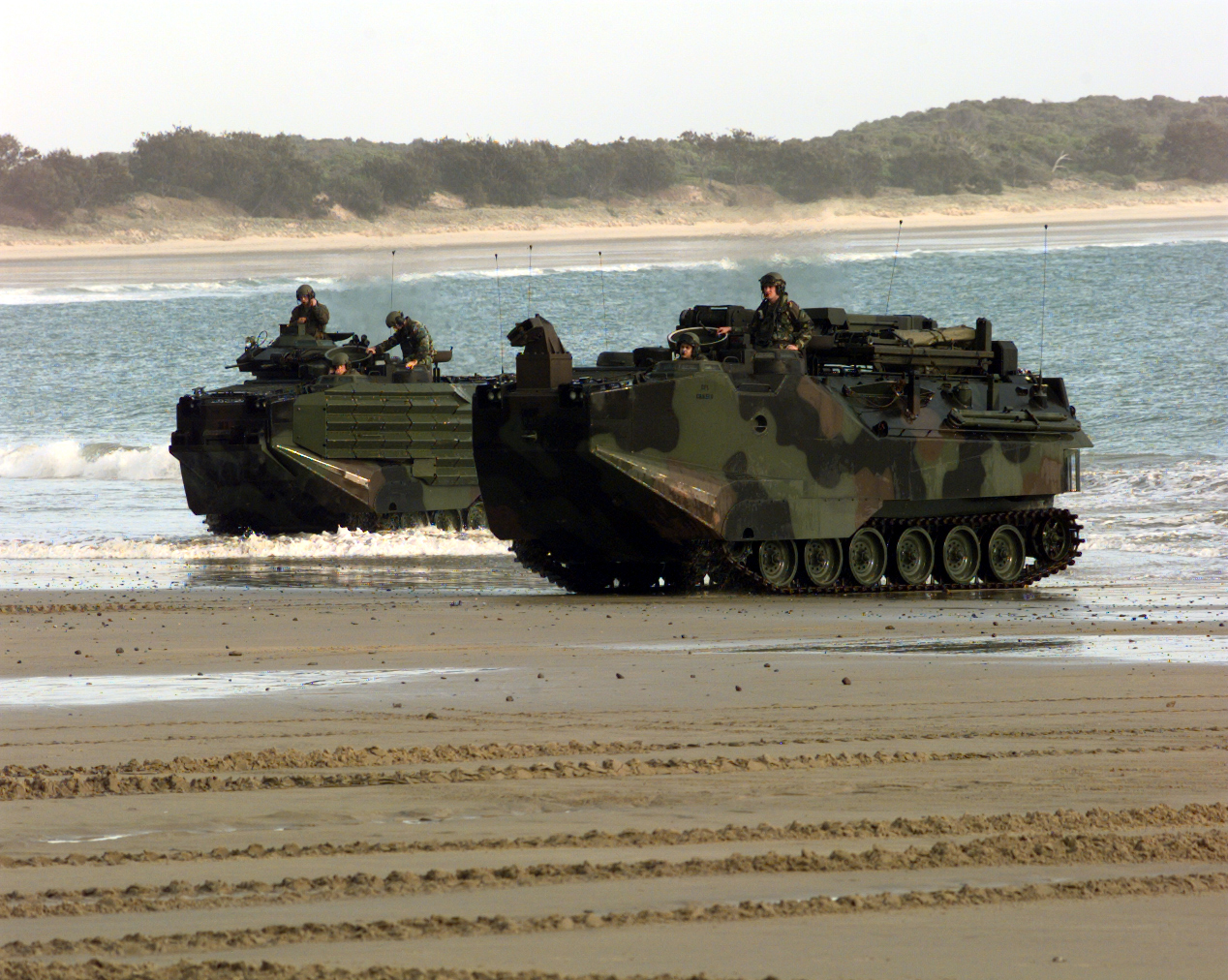
Amphibious Assault Vehicle dos Fuzileiros Navais emerge das ondas na areia de Freshwater Beach, Austrália

A arma de infantaria do Corpo de Fuzileiros Navais é o M27 IAR. A maioria dos fuzileiros navais de não-infantaria foi equipada com a Carabina M4 ou Colt 9mm SMG. A arma lateral padrão é o SIG Sauer M17/M18. A M18 substituirá todas as outras pistolas do inventário do Corpo de Fuzileiros Navais, incluindo a Beretta M9, Beretta M9A1, Colt M45A1 e Glock M007, como a pistola de combate corpo a corpo M45A1 (CQBP) em pequenos números. O fogo supressivo é fornecido pelas metralhadoras M249 SAW e M240, nos níveis de esquadrão e companhia, respectivamente. Em 2018, o M27 IAR foi selecionado para ser o rifle padrão para todos os esquadrões de infantaria. Em 2021, o Corpo de Fuzileiros Navais comprometeu-se a colocar supressores em todas as suas unidades de infantaria, tornando-se o primeiro ramo das forças armadas dos EUA a adotá-los para uso generalizado.
O fogo indireto é fornecido pelo lançador de granadas M203 e pelo lançador de granadas M32 em esquadrões, morteiro M224 de 60 mm em companhias e morteiro M252 de 81 mm em batalhões. A metralhadora pesada Browning M2 de calibre .50 BMG e o lançador de granadas automático MK19 (40 mm) estão disponíveis para uso pela infantaria desmontada, embora sejam mais comumente montados em veículos. O poder de fogo de precisão é fornecido pela série M40 e o Barrett M107 enquanto os atiradores designados usam a variante DMR do M27, conhecida como M38, e o Squad Advanced Marksman Rifle (SAM-R).
O Corpo de Fuzileiros Navais utiliza uma variedade de foguetes e mísseis de disparo direto para fornecer à infantaria uma capacidade antiblindagem ofensiva e defensiva. O Mk 153 Shoulder-Launched Multipurpose Assault Weapon (SMAW) e o AT-4 são foguetes não guiados que podem destruir armaduras e defesas fixas (por exemplo, búnquer) em alcances de até 500 metros. O menor e mais leve M72 LAW pode destruir alvos em distâncias de até 200 metros. O Predator SRAW, FGM-148 Javelin e BGM-71 TOW são mísseis guiados antitanque. O Javelin pode utilizar perfis de ataque superior para evitar blindagem frontal pesada. O Predator é uma arma de curto alcance do tipo "dispare e esqueça"; o Javelin e o TOW são mísseis mais pesados, com eficácia superior a 2.000 metros, que dão à infantaria uma capacidade ofensiva contra blindados.

### Veículos terrestres
O Corpo opera o mesmo HMMWV que o Exército, que está em processo de substituição pelo Joint Light Tactical Vehicle  (JLTV). No entanto, para suas necessidades específicas, o Corpo utiliza vários veículos exclusivos. O LAV-25 é um veículo blindado de transporte de pessoal com rodas dedicado, semelhante ao veículo Stryker do Exército, usado para fornecer mobilidade estratégica. A capacidade anfíbia é fornecida pelo Veículo Anfíbio de Assalto AAV-7A1, um veículo blindado de esteira que também funciona como veículo blindado de transporte de pessoal, que será substituído pelo Amphibious Combat Vehicle, um veículo mais rápido com blindagem e armamento superiores. A ameaça de minas terrestres e dispositivos explosivos improvisados no Iraque e no Afeganistão fez com que o Corpo começasse a comprar veículos fortemente blindados que podem suportar melhor os efeitos destas armas como parte do programa de veículos protegidos contra emboscadas resistentes a minas.
Os fuzileiros navais também operam o obus M777 de 155 mm e o Sistema de Foguetes de Artilharia de Alta Mobilidade (High Mobility Artillery Rocket System (HIMARS)), um sistema de artilharia de foguetes montado em caminhão. Ambos são capazes de disparar munições guiadas. Em 2020, o Corpo de Fuzileiros Navais retirou seus tanques M1A1 Abrams e eliminou todas as suas unidades de tanques. O General David Berger explicou a decisão descrevendo o antigo sistema de armas da Marinha como "operacionalmente inadequado para os nossos desafios de maior prioridade". A mudança deixa o Exército como o único operador americano de tanques.

### Aeronaves

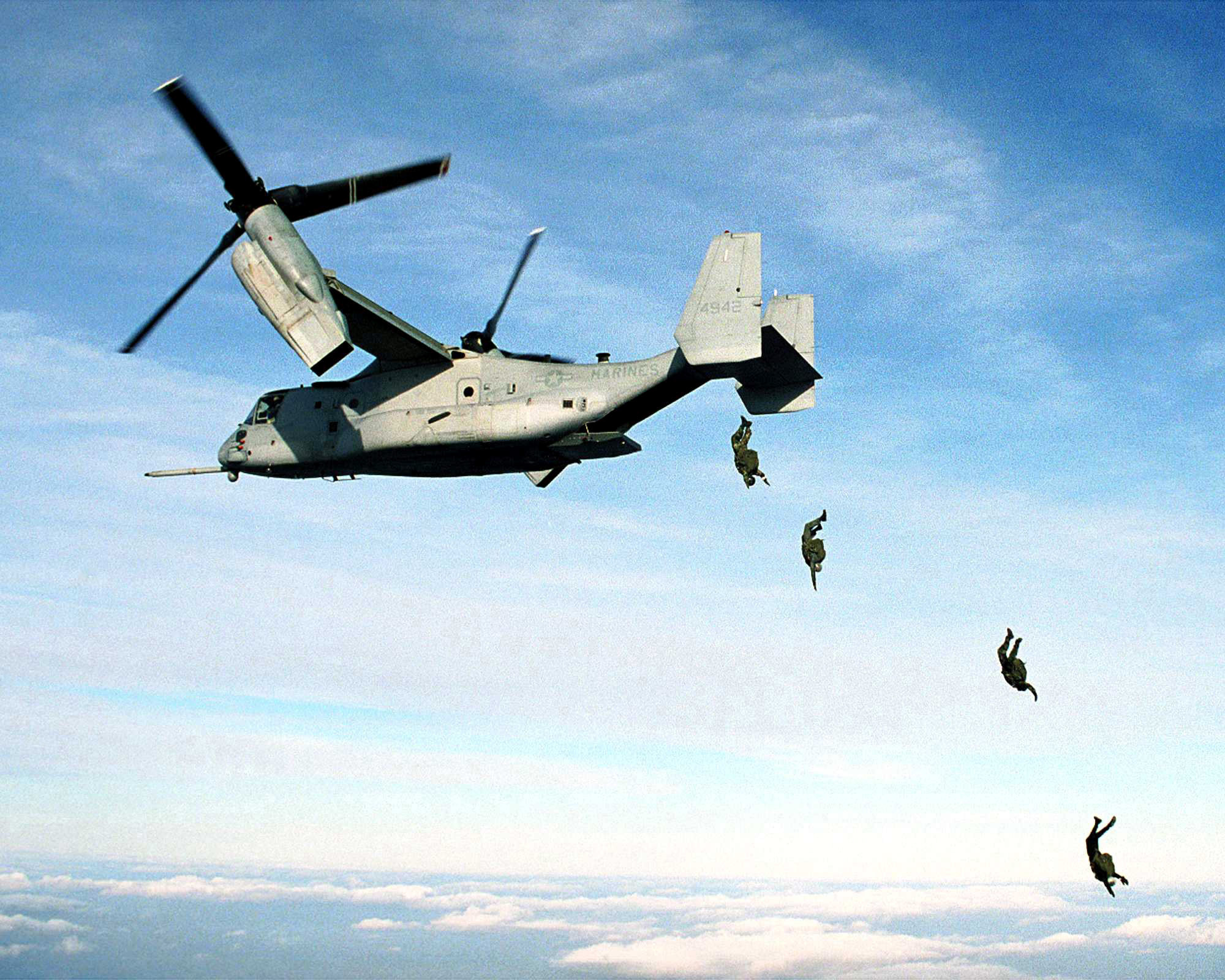
Paraquedistas da Marinha saltando de um MV-22 Osprey a 10.000 pés

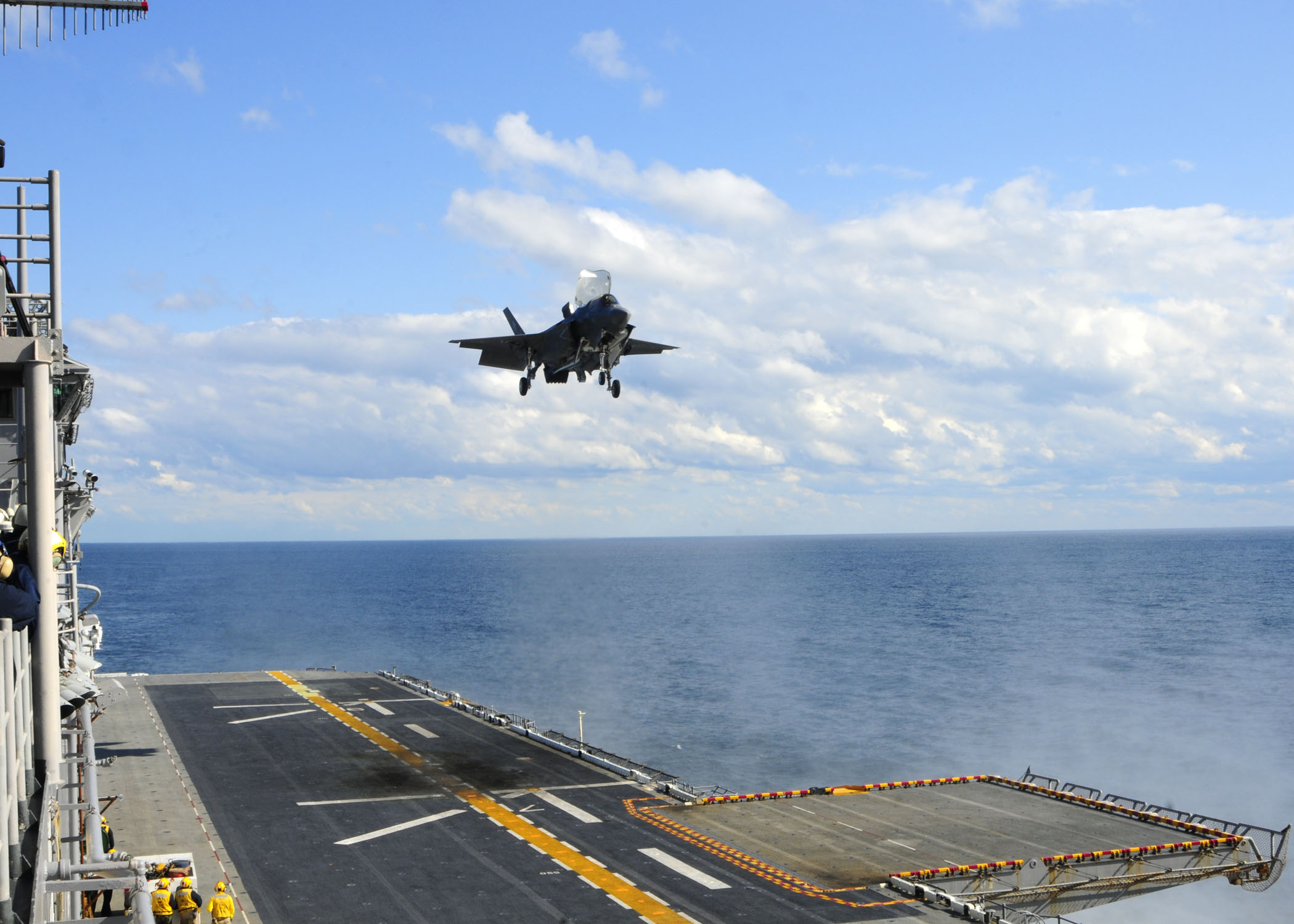
Um F-35B do Corpo de Fuzileiros Navais, a versão de pouso vertical do caça multifuncional F-35 Lightning II pousando a bordo do USS Wasp

A capacidade de aviação orgânica do Corpo de Fuzileiros Navais é essencial para a sua missão anfíbia. Marine Corps Aviation opera aeronaves de asa rotativa e de asa fixa principalmente para fornecer apoio de assalto e apoio aéreo aproximado às suas forças terrestres. Outros tipos de aeronaves são usados em uma variedade de funções de suporte e para fins especiais. As capacidades de transporte leve e ataque são fornecidas pelo Bell UH-1Y Venom e pelo Bell AH-1Z Viper. Os esquadrões de médio porte utilizam o TiltRotor Bell Boeing V-22 Osprey. Os esquadrões de carga pesada estão equipados com o helicóptero Sikorsky CH-53E Super Stallion, que está sendo substituído pelo CH-53K atualizado.
Esquadrões de ataque da Marinha voam no McDonnell Douglas AV-8B Harrier II; enquanto a missão de caça/ataque é realizada pelas versões monoposto e duplo assento do caça de ataque McDonnell Douglas F/A-18 Hornet. O McDonnell Douglas AV-8B Harrier II é uma aeronave V/STOL que pode operar a partir de navios de assalto anfíbios, bases aéreas terrestres e aeródromos expedicionários curtos, enquanto o F/A-18 só pode voar de terra ou porta-aviões. Ambos estão programados para serem substituídos por 340 caças da versão STOVL B do Lockheed Martin F-35 Lightning II. e 80 da versão de porta-aviões F-35C para implantação em asas aéreas de porta-aviões da Marinha.
O Corpo opera seus próprios ativos de reabastecimento aéreo com o Lockheed C-130 Hercules; no entanto, também recebe um grande apoio da Força Aérea dos Estados Unidos. O Hercules funciona como reabastecedor terrestre e aeronave de transporte aéreo tático. O avião de guerra eletrônica do USMC, o Northrop Grumman EA-6B Prowler, foi aposentado em 2019. Os fuzileiros navais operam veículos aéreos não tripulados: o RQ-7 Shadow e o Scan Eagle para reconhecimento tático.
Marine Fighter Training Squadron 401 (VMFT-401), opera aeronaves F-5E, F-5F e F-5N Tiger II em apoio ao treinamento de adversários (agressores) em combate aéreo. Marine Helicopter Squadron One (HMX-1) opera o Sikorsky SH-3 Sea King e o VH-60N White Hawk na função de transporte VIP, mais notavelmente o Marine One, mas serão substituídos pelo Sikorsky VH-92 Patriot. Uma única aeronave Hércules C-130 do Corpo de Fuzileiros Navais, "Fat Albert", é usada para apoiar a equipe de demonstração de voo da Marinha dos EUA, os Blue Angels.

## Relacionamento com outras Forças

### Marinha dos Estados Unidos

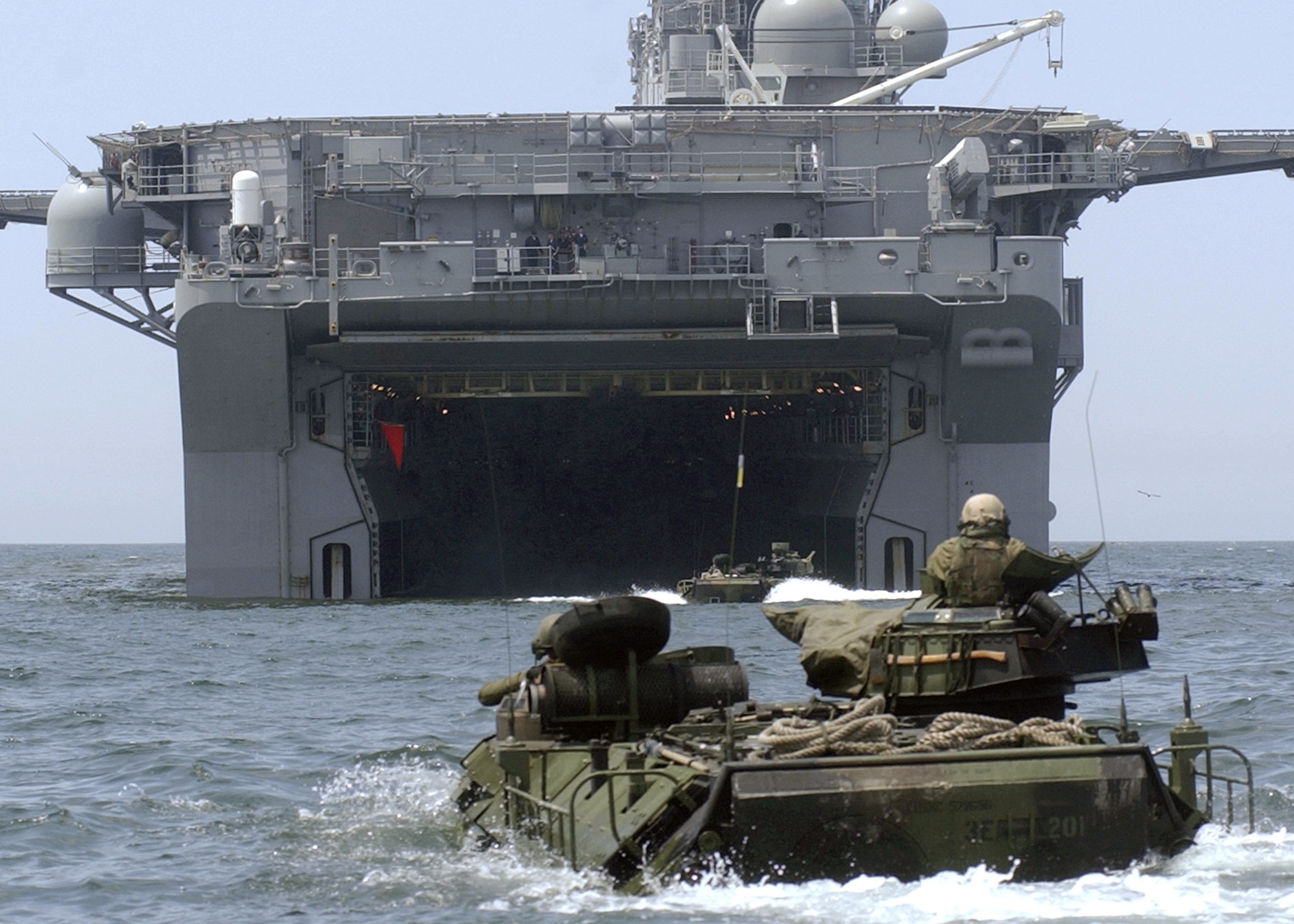
Assault Amphibious Vehicles aproximando-se do convés do poço do

A contraparte do Corpo de Fuzileiros Navais sob o Departamento da Marinha é a Marinha dos Estados Unidos. Como resultado, a Marinha e o Corpo de Fuzileiros Navais têm um relacionamento próximo, mais do que com outros ramos das Forças Armadas. White papers e literatura promocional costumam usar a frase "Equipe do Corpo de Fuzileiros Navais". Tanto o Chief of Naval Operations (CNO) quanto o Comandante do Corpo de Fuzileiros Navais reportam-se diretamente ao Secretário da Marinha dos Estados Unidos.
Operacionalmente, o Corpo de Fuzileiros Navais fornece às Fleet Marine Forces para servir nas frotas da Marinha, incluindo as Marine Expeditionary Units implantadas a bordo de navios de guerra anfíbios da Marinha. O Corpo também contribui com alguns recursos de caça/ataque de asa fixa da Marine Aviation (esquadrões de aeronaves e unidades de aumento de manutenção de aeronaves relacionadas) como parte dos Carrier Air Wings implantados a bordo de porta-aviões. O Marine Corps Security Force Regiment fornece batalhões de segurança baseados em infantaria e companhias da Fleet Anti-terrorism Security Team para proteger e defender bases da Marinha no exterior e de alta prioridade. A segurança para o Retiro Presidencial localizado a bordo da Naval Support Activity Thurmont, também conhecido como Camp David, é fornecida pelo batalhão de infantaria da Marinha estacionado como parte da guarnição a bordo do Marine Barracks em Washington.
A cooperação entre as duas forças inclui o treinamento e instrução de alguns futuros oficiais do Corpo de Fuzileiros Navais (a maioria é treinada e comissionada através do OCS do Corpo de Fuzileiros Navais), todos os aviadores navais do Corpo de Fuzileiros Navais (pilotos de aeronaves) e Oficiais de Voo Naval (oficiais de armas aerotransportadas e sistemas de sensores), e alguns alistados da Marinha e do Corpo de Fuzileiros Navais. O Corpo recebe uma parcela significativa de seus oficiais da United States Naval Academy (USNA) e o Naval Reserve Officers Training Corps (NROTC). A equipe e o corpo docente da USNA e NROTC incluem instrutores do Corpo de Fuzileiros Navais. Aviadores e oficiais de voo do Corpo de Fuzileiros Navais são treinados no Naval Air Training Command (NATRACOM) e são designados ou alados como Naval Aviators ou Naval Flight Officers. O Corpo de Fuzileiros Navais fornece instrutores de voo para o Naval Air Training Command, bem como instrutores de treinamento para a Navy's Officer Candidate School. Muitos fuzileiros navais alistados, especialmente aqueles nas especialidades de manutenção de aviação, são treinados em centros de treinamento técnico da Marinha. O Corpo de Fuzileiros Navais também fornece suporte de treinamento de combate terrestre para vários funcionários, unidades e comandos médicos de campo da Marinha (Hospital corpsman), da Naval Construction Force (Seabee) e da Navy Expeditionary Warfare.
Os fuzileiros navais e os marinheiros compartilham muitas tradições navais, especialmente a terminologia e os costumes. Os ganhadores da Medalha de Honra do Corpo de Fuzileiros Navais usam a variante da Marinha deste e de outros prêmios; e com poucas exceções, os prêmios e distintivos da Marinha e do Corpo de Fuzileiros Navais são idênticos. Muitos dos testes para novas aeronaves do Corpo de Fuzileiros Navais são feitos na Naval Air Station Patuxent River. A equipe de demonstração de voo Blue Angels da Marinha é composta por oficiais da Marinha e da Marinha e pessoal alistado.
Em 2007, o Corpo de Fuzileiros Navais juntou-se à Marinha e à Guarda Costeira dos Estados Unidos para adotar uma nova estratégia marítima denominada A Cooperative Strategy for 21st Century Seapower, que eleva a noção de prevenção da guerra ao mesmo nível filosófico da condução da guerra. Esta nova estratégia traça um caminho para a Marinha, a Guarda Costeira e o Corpo de Fuzileiros Navais trabalharem coletivamente entre si e com os parceiros internacionais para evitar a ocorrência de crises regionais, provocadas pelo homem ou naturais, ou reagir rapidamente caso ocorram para evitar impactos negativos para os Estados Unidos.

### Exército dos Estados Unidos

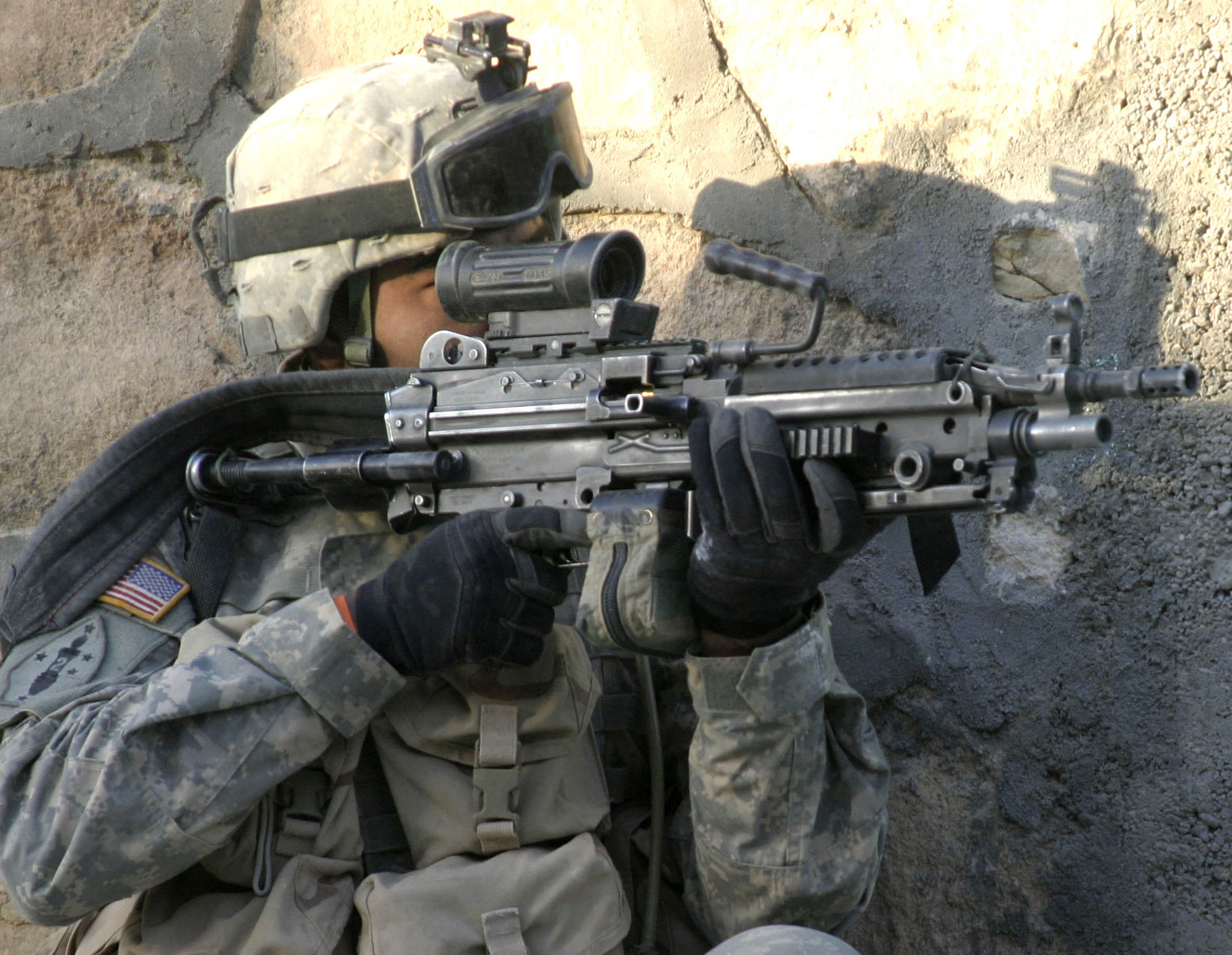
Um soldado do 1st Infantry Regiment fornece segurança para uma patrulha conjunta do Exército e da Marinha em Rawa em 2006. A insígnia da manga do ombro tem o logotipo da 2nd Marine Division.

As capacidades do Corpo de Fuzileiros Navais se sobrepõem às do Exército dos Estados Unidos, criando historicamente competição por financiamento e missões. A competição remonta à fundação dos Continental Marines, quando o General George Washington se recusou a permitir que os batalhões iniciais dos Fuzileiros Navais fossem escolhidos entre seu Continental Army. No rescaldo da Segunda Guerra Mundial, a liderança do Exército fez esforços para reestruturar o sistema de defesa americano, incluindo a dissolução do Corpo de Fuzileiros Navais e a transferência das suas capacidades para outras forças. Liderando esse movimento estavam oficiais do Exército proeminentes como o General Dwight D. Eisenhower e o Chefe do Estado-Maior do Exército dos Estados Unidos George Marshall. A Goldwater-Nichols Act remodelou significativamente as funções dos serviços e as relações entre si, impondo uma tomada de decisão mais conjunta. A Directive 5100.01 do Departamento de Defesa atribui ao Exército e ao Corpo de Fuzileiros Navais operações expedicionárias e anfíbias. Com a maior parte da década de 2000 passada em operações no Afeganistão e no Iraque, o Secretário de Defesa dos Estados Unidos, Robert Gates, manifestou preocupação de que o Corpo de Fuzileiros Navais esteja a tornar-se um "segundo Exército". Desde estes comentários, o Corpo de Fuzileiros Navais abandonou os seus principais tanques de batalha, reduziu o seu tamanho e concentrou-se mais em operações em áreas litorais onde o Exército não está explicitamente incumbido de operar.
O Exército mantém armas de combate, operações especiais e forças logísticas muito maiores e diversificadas. O Exército possui forças muito mais leves e expedicionárias em suas equipes de combate de infantaria e de brigada de infantaria aerotransportada. O Exército também mantém equipes de combate de brigadas blindadas mais pesadas e logisticamente mais exigentes. O Corpo de Fuzileiros Navais, em comparação, mantém forças entre estes dois extremos de mobilidade e proteção, organiza unidades desdobráveis muito menores com apoio de aviação integrado. O Corpo de Fuzileiros Navais foi historicamente hesitante em fornecer forças ao U.S. Special Operations Command, em vez disso, disponibilizou unidades especializadas aos seus comandantes de divisão. O Exército mantém Forças Especiais, o United States Army Rangers, assuntos civis, operações psicológicas, aviação de operações especiais e unidades de missões especiais há décadas. Em 2003, o Corpo de Fuzileiros Navais criou os atuais sucessores dos Marine Raiders e os forneceu ao Special Operations Command, começando com o estabelecimento do MCSOCOM Detachment One. O moderno pipeline de treinamento do Marine Raiders foi baseado nas informações dos Rangers e das unidades das Forças Especiais.
Culturalmente, os fuzileiros navais e os soldados compartilham a maior parte da gíria e terminologia militar comum dos EUA, mas o Corpo utiliza um grande número de termos e tradições navais incompatíveis com o estilo de vida do Exército, bem como seu próprio vernáculo único. Como a United States Army Reserve e a Guarda Nacional dos Estados Unidos são muito maiores do que a United States Marine Corps Reserve, muitos outros ex-fuzileiros navais da ativa continuam seu serviço nos componentes de reserva do Exército. O Exército não exige transferências dos Fuzileiros Navais, das Forças de Segurança da Força Aérea ou de operações especiais de qualquer ramo para participar do Army Basic Combat Training. Devido à exigência de que todas as transferências inter-serviços participem do Marine Corps Recruit Training, muito poucos ex-soldados servem no Corpo de Fuzileiros Navais.

### Força Aérea dos Estados Unidos

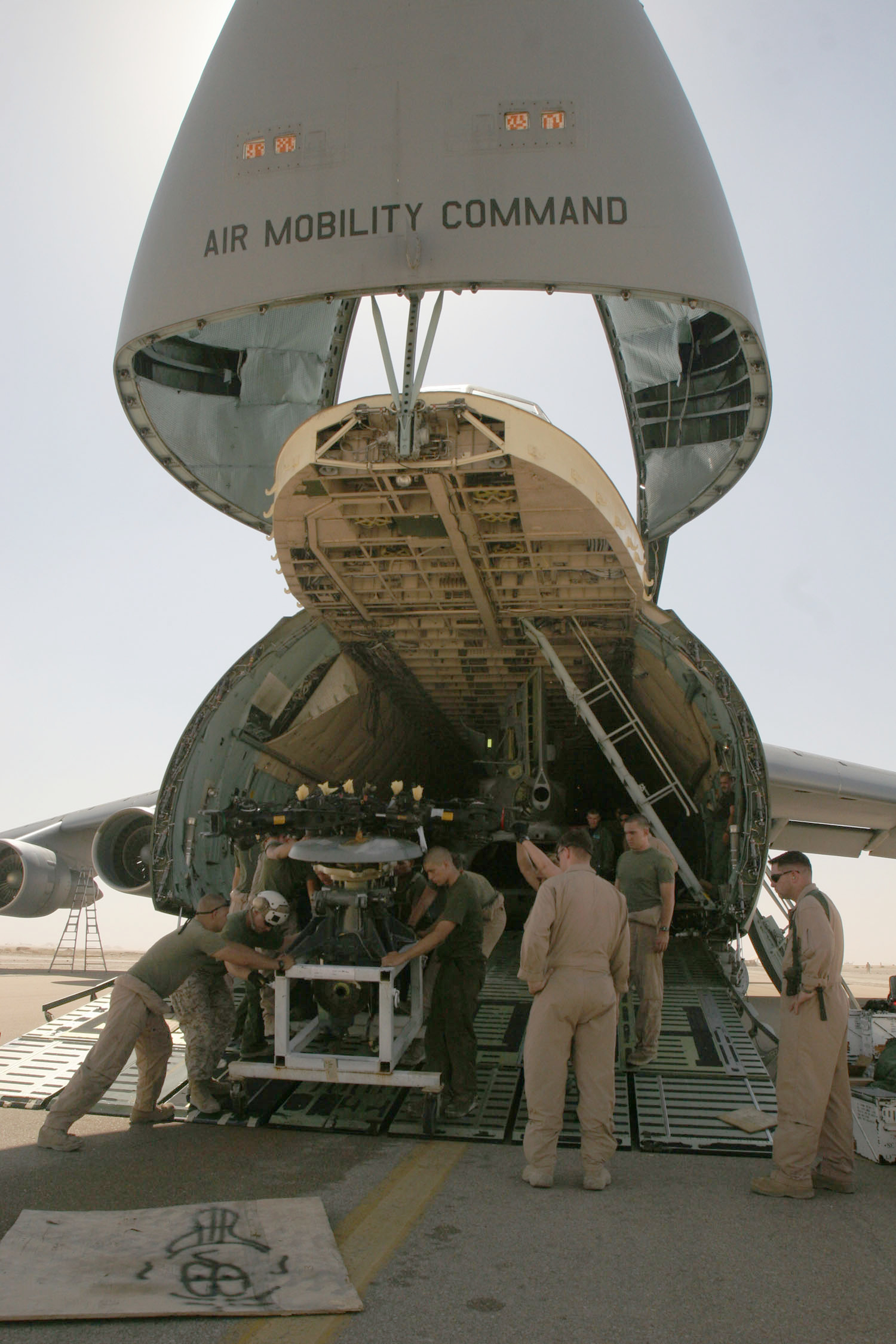
Fuzileiros navais descarregando helicópteros CH-46 Sea Knight de um Lockheed C-5 Galaxy da Força Aérea.

Embora alguns dos ativos da AMarine Corps Aviation derivem, em última análise, da Marinha, uma grande quantidade de apoio vem da Força Aérea dos Estados Unidos. O Corpo de Fuzileiros Navais faz uso extensivo do USAF Air Mobility Command para transportar fuzileiros navais e equipamentos, além de utilizar apoio aéreo aproximado da Força Aérea. A Força Aérea também pode anexar unidades do Tactical Air Control Party às forças terrestres convencionais da Marinha para fornecer coordenação para apoio aéreo aproximado.
A Força Aérea tradicionalmente fornece o Joint Force Air Component Commander (JFACC), que controla "surtidas para defesa aérea e interdição e reconhecimento de longo alcance", enquanto o comandante do MAGTF mantém o controle dos recursos de aviação orgânica dos Fuzileiros Navais, no entanto, as missões da Marine Aviation não diretamente em o apoio do MAGTF será normalmente controlado pelo JFACC.

### Guarda Costeira dos Estados Unidos
O Corpo de Fuzileiros Navais compartilha uma esfera de operação com unidades da Guarda Costeira dos Estados Unidos, incluindo a operação do Joint Maritime Training Center (JMTC) (anteriormente conhecido como Special Missions Training Center (SMTC)), um centro de treinamento conjunto da Guarda Costeira, da Marinha e do Corpo de Fuzileiros Navais localizado na Marine Corps Base Camp Lejeune em Camp Lejeune, Carolina do Norte.